# 122-мм гаубица образца 1938 года (М-30)

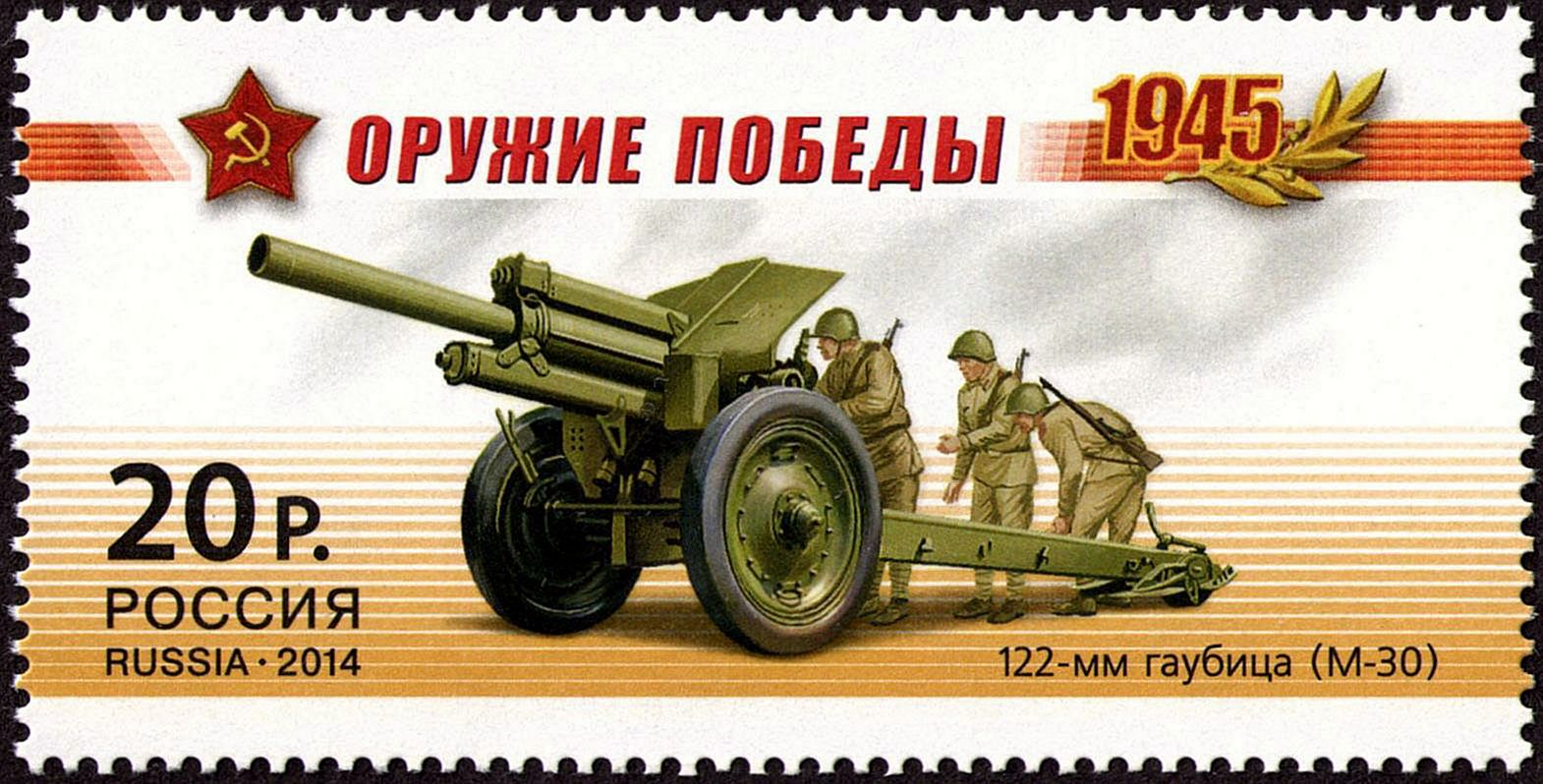
Почтовая марка России, 2014 г. Оружие Победы

122-мм гаубица образца 1938 года (М-30, индекс ГАУ — 52-Г-463) — советская гаубица периода Второй мировой войны.
М-30 серийно выпускалась с 1939 года по 1955 год, орудие состояло или до сих пор состоит на вооружении армий многих государств, использовалось практически во всех значимых войнах и вооружённых конфликтах середины и конца XX века. Этим орудием были вооружены первые советские крупносерийные самоходные артиллерийские установки Великой Отечественной войны СУ-122. По мнению некоторых[кто?] артиллерийских экспертов, М-30 входит в число лучших конструкций советской ствольной артиллерии середины XX века. Оснащение артиллерии Рабоче-крестьянской Красной армии (РККА) гаубицами М-30 сыграло большую роль в разгроме нацистской Германии в Великой Отечественной войне.

## История создания
М-30 в мемориальном парке «Победа» г. Чебоксары.
Полевые гаубицы дивизионного звена, состоявшие на вооружении РККА в 1920-е годы, достались ей в качестве наследия от Русской армии. Это были 122-мм гаубица образца 1909 года и 122-мм гаубица образца 1910 года, спроектированные по требованиям и заказу военного ведомства соответственно немецким концерном «Крупп» (Krupp) и французской фирмой «Шнейдер» (Schneider) для Российской империи. Они активно использовались в Первой мировой и Гражданской войнах. К 1930-м эти орудия явно устарели. Проведённые модернизации (в 1930 году для гаубиц обр. 1910 г. и в 1937 году — для обр. 1909 г.) существенно улучшили дальность стрельбы этих гаубиц, но модернизированные орудия всё же не удовлетворяли требованиям своего времени, в особенности, по мобильности, максимальному углу возвышения и скорости наводки. Поэтому уже в 1928 году в «Журнале артиллерийского комитета» поднимается вопрос о создании новой дивизионной гаубицы калибра 107 мм — 122 мм, приспособленной к буксированию механической тягой. 11 августа 1929 года было выдано задание на разработку такого орудия.
Однако из-за утраченных конструкторских и инженерных кадров во время Гражданской войны с последующей разрухой разработка новой дивизионной гаубицы собственными силами оказалась невозможной. Было принято решение о заимствовании передового иностранного опыта для выполнения поставленной задачи. К проектированию приступило КБ-2, в котором работали немецкие специалисты. В 1932 году начались испытания первого экспериментального образца новой гаубицы, а в 1934 году это орудие было принято на вооружение как «122-мм гаубица обр. 1934 г.». Оно также было известно под названием «Лубок», от наименования темы, объединяющей два проекта по созданию 122-мм дивизионной гаубицы и 107-мм лёгкой гаубицы. Ствол 122-мм гаубицы обр. 1934 г. имел длину в 23 калибра, максимальный угол возвышения составлял +50°, угол горизонтальной наводки — 7°, масса в походном равнялась 2800 кг, в боевом положении и 2250 кг. Как и орудия периода Первой мировой войны, новая гаубица монтировалась на однобрусном лафете (хотя в то время уже появились лафеты более современной конструкции с раздвижными станинами). Другим существенным недостатком орудия был его колёсный ход (металлические колёса без шин, но с подрессориванием), ограничивавший скорость буксировки величиной 10 км/ч. Орудие было выпущено в 1934—1935 годах небольшой серией в 11 единиц, из которых 8 поступили в опытную эксплуатацию (две четырёхорудийные батареи), а оставшиеся три — во взвод подготовки красных командиров.
Серийное производство 122-мм гаубицы обр. 1934 г. было быстро прекращено. Причиной этому обычно называют желание Главного артиллерийского управления (ГАУ) иметь гаубицу с раздвижными станинами. Однако этот аргумент не выдерживает критики, поскольку до 1936 года ГАУ не считало недостатком однобрусный лафет. Существует мнение, что причиной снятия гаубицы с производства стала ликвидация КБ-2. Но более вероятным представляется другой вариант — 122-мм гаубица обр. 1934 г. была слишком сложна по устройству для условий серийного выпуска на предприятиях оборонной промышленности в 1933—1935 гг. Доводка орудия в отсутствие немецких специалистов хоть и велась, но её темпы были невысокими, а в 1936 году в ГАУ произошло серьёзное изменение взглядов на дивизионную гаубицу — проект «Лубок» в исходном виде более уже не считался перспективным. Поэтому в серийном производстве всё это время сохранялась 122-мм гаубица обр. 1910/30 гг., хотя по своим характеристикам она сильно уступала «Лубку» (её выпуск продолжался и далее до 1941 года включительно).
С середины 1930-х годов ГАУ оказалось в центре дискуссий о будущем советской дивизионной артиллерии. Существовало или упоминается в более поздних источниках несколько точек зрения на то, какой тип орудия и какой калибр будут оптимальными для дивизионного уровня. В частности, в качестве альтернатив или взаимодополняющих решений рассматривались лёгкая 107-мм полевая гаубица, «традиционная» 122-мм гаубица, а также 107-мм гаубица-пушка в качестве дуплексного дополнения к дивизионной гаубице. Калибр 107 мм имел определённые преимущества над 122 мм — в частности, 107-мм гаубица была легче (то есть мобильнее и дешевле), чем аналогичное орудие калибра 122 мм, а 107-мм гаубица-пушка при равной массе со 122-мм гаубицей имела существенно большую область применения. С точки зрения снабжения боеприпасами всё было в порядке — для них можно было использовать снаряды от 107-мм пушки обр. 1910 г.
Согласно некоторым источникам, в марте 1937 года на совещании по дальнейшему развитию советской артиллерийской техники начальник Генерального Штаба РККА маршал А. И. Егоров решительно высказался за создание 122-мм гаубицы. Его аргументами были более высокая мощность 122-мм осколочно-фугасного снаряда, а также наличие большого числа 122-мм боеприпасов и производственных мощностей для их выпуска. Хотя сам факт выступления маршала пока ещё не подтверждён другими источниками, решающим аргументом в споре вполне мог стать опыт использования русской артиллерии в Первой мировой и Гражданской войнах. Исходя из него, калибр 122 мм считался минимально достаточным для разрушения полевых фортификационных сооружений, а кроме того, был наименьшим позволяющим создание для него специализированного бетонобойного снаряда. В итоге проекты дивизионных 107-мм лёгкой гаубицы и 107-мм гаубицы-пушки так и не получили поддержки, а всё внимание ГАУ сосредоточилось на новой 122-мм гаубице со ствольной группой по типу «Лубка», но на лафете с раздвижными станинами.
Уже в сентябре 1937 года отдельная конструкторская группа Мотовилихинского завода под руководством Ф. Ф. Петрова получила задание на разработку такого орудия. Их проект имел заводской индекс М-30. Практически одновременно, в октябре 1937 года, по собственной инициативе, но с позволения ГАУ, за эту же работу взялось КБ завода № 92 (главный конструктор — В. Г. Грабин, индекс гаубицы Ф-25). Годом позже к ним присоединился и третий конструкторский коллектив — всё то же задание было также дано КБ Уральского завода тяжёлого машиностроения (УЗТМ) 25 сентября 1938 года по его инициативе. Гаубица, спроектированная в КБ УЗТМ, получила индекс У-2. Все проектируемые гаубицы имели современную конструкцию с раздвижными станинами и подрессоренным колёсным ходом.
Гаубица У-2 вышла на полигонные испытания 5 февраля 1939 года. Она имела ствол длиной 21 калибр, объём каморы 3,0 л, оснащалась дульным тормозом и горизонтальным клиновым затвором от гаубицы «Лубок». Масса орудия в боевом положении составляла 2 030 кг. Орудие являлось дуплексом, поскольку на том же лафете проектировалась 95-мм дивизионная пушка У-4. Гаубица испытаний не выдержала из-за возникавшей во время стрельбы деформации станин. Доработка орудия была признана нецелесообразной, поскольку по баллистике оно уступало альтернативному проекту М-30, хотя по кучности огня превосходило конкурента.
Проект гаубицы Ф-25 поступил в ГАУ 25 февраля 1938 года. Орудие имело ствол длиной 23 калибра с дульным тормозом, объёмом каморы 3,7 л и оснащалось горизонтальным клиновым затвором от гаубицы «Лубок». Масса гаубицы в боевом положении составляла 1830 кг, ряд её деталей был унифицирован с дивизионной пушкой Ф-22. Орудие также являлось дуплексом, так как на том же лафете проектировалась 95-мм дивизионная пушка Ф-28. Гаубица Ф-25 успешно прошла заводские испытания, но на полигонные испытания не поступила, поскольку 23 марта 1939 года ГАУ постановило:

122-мм гаубица Ф-25, разработанная заводом № 92 в инициативном порядке, для ГАУ в настоящее время интереса не представляет, так как уже закончены полигонные и войсковые испытания гаубицы М-30, более мощной, чем Ф-25.

Проект гаубицы М-30 поступил в ГАУ 20 декабря 1937 года. Орудие многое заимствовало от других образцов артиллерийского вооружения; в частности, устройство канала ствола было близко к аналогичному узлу гаубицы «Лубок», от неё же взяли тормоз отката и передок. Несмотря на требование ГАУ оснастить новую гаубицу клиновым затвором, М-30 была оснащена поршневым затвором, заимствованным без изменений от 122-мм гаубицы обр. 1910/30 гг. Колёса были взяты от пушки Ф-22. Опытный образец М-30 был закончен 31 марта 1938 года, однако заводские испытания затянулись из-за необходимости доработки гаубицы. Полигонные испытания гаубицы проходили с 11 сентября по 1 ноября 1938 года. Хотя, по заключению комиссии, орудие полигонные испытания не выдержало (за время испытаний дважды ломались станины), было, тем не менее, рекомендовано направить орудие на войсковые испытания.
Доработка орудия шла тяжело. 22 декабря 1938 года три доработанных образца были представлены на войсковые испытания, снова выявившие ряд недостатков. Было рекомендовано доработать орудие и провести повторные полигонные испытания, а новые войсковые испытания не проводить. Тем не менее, летом 1939 года войсковые испытания пришлось провести повторно. Только 29 сентября 1939 года М-30 была принята на вооружение под официальным наименованием «122-мм дивизионная гаубица обр. 1938 г.».
По мнению известного автора книг по истории артиллерии А. Б. Широкорада, Ф-25 была более удачной конструкцией, несмотря на то, что М-30 отлично себя зарекомендовала впоследствии. В своих текстах он утверждает, что, вопреки приведённому выше решению ГАУ, по мощности эти гаубицы практически не отличались (его аргументация включает одинаковые длину ствола, объём каморы и начальную скорость обеих гаубиц). Однако для утверждения об идентичной внутренней баллистике этих орудий также требуется знать точные характеристики метательных зарядов, поскольку даже при равном объёме каморы плотность порохов и наполнение ими каморы может существенно варьироваться. Поскольку в доступных источниках данные по этому вопросу отсутствуют, то это утверждение (впрямую противоречащее официальному документу) может быть оспорено. Безусловными преимуществами Ф-25 были почти на 400 кг меньшая масса по сравнению с М-30, больший на 10° угол горизонтального наведения и лучшая подвижность благодаря большему клиренсу. Кроме того, Ф-25 была дуплексом, и в случае принятия её на вооружение возникала возможность создания очень удачной артсистемы — дуплекса из 122-мм гаубицы и 95-мм пушки. С учётом длительной доработки М-30, Ф-25 вполне могла пройти испытания в 1939 году.
Хотя официального документа, детально описывающего преимущества М-30 перед Ф-25, не существует, можно предположить следующие доводы, повлиявшие на окончательное решение ГАУ:
- Отсутствие дульного тормоза, так как отклонённые дульным тормозом отработанные пороховые газы поднимают с поверхности земли клубы пыли, которые демаскируют огневую позицию. Помимо демаскирующего действия наличие дульного тормоза приводит к более высокой интенсивности звука выстрела сзади орудия по сравнению со случаем, когда дульный тормоз отсутствует. Это в некоторой степени ухудшает условия работы расчёта.
- Использование в конструкции большого количества отработанных узлов. В частности, выбор поршневого затвора улучшил надёжность (в то время имелись большие трудности с производством клиновых затворов для орудий достаточно большого калибра). В ожидании предстоящей крупномасштабной войны возможность производства новых гаубиц с использованием уже отлаженных узлов от старых орудий становилась очень важной, особенно с учётом того, что практически все созданные в СССР с нуля новые образцы вооружений со сложной механикой имели низкую надёжность.
- Возможность создания на лафете М-30 более мощных образцов артиллерийских орудий. Лафет Ф-25, заимствованный у дивизионной 76-мм пушки Ф-22, по своим прочностным свойствам был уже на пределе возможностей — 122-мм ствольную группу потребовалось оснащать дульным тормозом. Этот потенциал лафета М-30 был задействован впоследствии — он был использован при постройке 152-мм гаубицы обр. 1943 г. (Д-1).

## Производство
Заводское производство гаубиц М-30 началось в 1940 году. Первоначально оно велось двумя заводами — № 92 (г. Горький) и № 9 (УЗТМ). Завод № 92 выпускал М-30 только в 1940 году, всего это предприятие выпустило 500 гаубиц.
Кроме выпуска буксируемых орудий, выпускались стволы М-30С для монтажа на самоходно-артиллерийских установках (САУ) СУ-122.
Серийное производство орудия продолжалось до 1955 года. Преемником М-30 стала 122-мм гаубица Д-30, принятая на вооружение в 1960 году.
| Производство М-30 |      |      |      |      |      |      |      |      |        |
| Год               | 1940 | 1941 | 1942 | 1943 | 1944 | 1945 | 1946 | 1947 | Итого  |
| Изготовлено, шт.  | 639  | 2762 | 4505 | 3770 | 3485 | 2630 | 210  | 200  | 19 531 |
| Год               | 1948 | 1949 | 1950 | 1951 | 1952 | 1953 | 1954 | 1955 | 19 531 |
| Изготовлено, шт.  | 200  | 250  | —    | 300  | 100  | 100  | 280  | 100  | 19 531 |

Кроме того для вооружения самоходных артустановок СГ-122 и СУ-122 было изготовлено 693 орудия М-30 (1942 — 55, 1943—638)
| 1-е полугодие | июль | август | сентябрь | октябрь | ноябрь | декабрь | Всего |
| ------------- | ---- | ------ | -------- | ------- | ------ | ------- | ----- |
| 906           | 240  | 314    | 320      | 325     | 308    | 349     | 2762  |

## Организационно-штатная структура

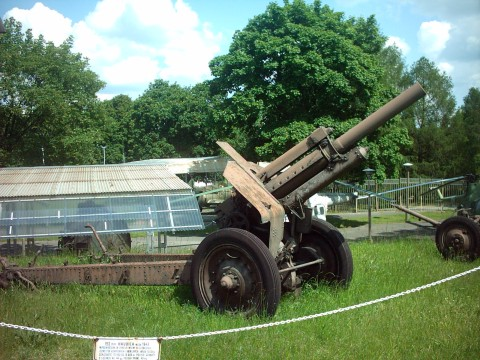
122-мм гаубица обр. 1938 года (М-30) в Познанской цитадели, Польша. Вид справа

Гаубица являлась дивизионным орудием. По штату 1939 года стрелковая дивизия РККА имела два артиллерийских полка — лёгкий (три смешанных дивизиона: в первом и втором — по две батареи 76-мм пушек и одной батарее 122-мм гаубиц, в третьем дивизионе — батарея 76-мм пушек и две батареи 122-мм гаубиц) и гаубичный (дивизион 122-мм гаубиц и дивизион 152-мм гаубиц), всего двадцать восемь 122-мм гаубиц, двадцать 76 мм пушек и двенадцать 152 мм гаубиц. В июне 1940 года в гаубичный полк добавили ещё один дивизион 122-мм гаубиц, а в лёгком артполку убрали третий смешанный дивизион. После этих изменений число 122 мм гаубиц в дивизии возросло до тридцать двух. Количество же дивизионных 76 мм пушек наоборот уменьшилось до шестнадцати. То есть увеличили удельный вес гаубиц, таким образом продолжили линию на его увеличение в дивизионной артиллерии начатую в начале 30-х годов. В штате апреля 1941 года для стрелковых дивизий эти числа не изменились.
В июле 1941 года после понесённых потерь и необходимостью приведения штатов к реальному наличию артиллерийских систем гаубичный полк был исключён, число гаубиц сократилось до восьми. В марте 1942 года в артиллерийский полк стрелковых дивизий добавили третий смешанный дивизион (из двух батарей) и число 122 мм гаубиц увеличилось до двенадцати, а число 76-мм дивизионных пушек до двадцати. В этом штате советские стрелковые дивизии прошли всю оставшуюся войну. В гвардейских стрелковых дивизиях с декабря 1942 года имелось три дивизиона по две батареи 76-мм пушек и одной батарее 122-мм гаубиц в каждом, всего двенадцать гаубиц и двадцать четыре пушки. С декабря 1944 гвардейские стрелковые дивизии имели гаубичный артполк (два дивизиона, пять батарей, двадцать 122-мм гаубиц) и лёгкий артиллерийский полк (два дивизиона, пять батарей, двадцать дивизионных 76 мм пушек). С июня 1945 года на этот штат перевели и остальные стрелковые дивизии.
В горнострелковых дивизиях в 1939—1940 годах имелся один дивизион 122-мм гаубиц (три батареи по три орудия), всего девять гаубиц. С 1941 года вместо него вводится гаубичный артиллерийский полк (два дивизиона по три четырёхорудийных батареи), гаубиц становится двадцать четыре. С начала 1942 года остаётся только один двухбатарейный дивизион, всего восемь гаубиц. С 1944 года из штата горнострелковых дивизий гаубицы исключены.
В моторизованной дивизии имелось два смешанных дивизиона (батарея 76-мм пушек и две батареи 122-мм гаубиц в каждом), всего двенадцать гаубиц.
В танковой дивизии имелся один дивизион 122-мм гаубиц, всего двенадцать.
В кавалерийских дивизиях до августа 1941 года имелось две батареи 122-мм гаубиц, всего восемь орудий. С августа 1941 года дивизионная артиллерия из состава кавалерийских дивизий была исключена.
До конца 1941 года 122-мм гаубицы были в стрелковых бригадах — одна батарея, четыре орудия.
122-мм гаубицы также входили в состав гаубичных артиллерийских бригад резерва Верховного Главнокомандования (РВГК) (семьдесят четыре — восемьдесят четыре гаубицы).

## Боевое применение
На 1 января 1941 года на балансе ГАУ состояло 636 орудий, из которых 1 требовало среднего ремонта. Из них с заводов было отгружено только 300 орудий.
На 1 июня 1941 года в РККА числилось 1225 гаубиц М-30. С учётом довоенных отгрузок июня к началу ВОВ в ГАУ имелось 1362 орудия.
Орудие использовалось для стрельбы с закрытых позиций по окопанной и открыто расположенной живой силе противника. Её с успехом применяли также для разрушения вражеских полевых фортификационных сооружений (траншей, блиндажей, ДЗОТов) и проделывания проходов в проволочных заграждениях при невозможности использования миномётов. Заградительный огонь батареи М-30 осколочно-фугасными снарядами представлял определённую угрозу и для бронетехники противника. Образующиеся при разрыве осколки были способны пробить броню до 20 мм толщиной, что было вполне достаточно для поражения бронетранспортёров и бортов лёгких танков. У машин с более толстой бронёй осколки могли вывести из строя элементы ходовой части, орудие, прицелы.
Для поражения танков и самоходок противника при самообороне использовался кумулятивный снаряд, введённый в 1943 году. При его отсутствии артиллеристам предписывали стрелять по танкам осколочно-фугасными снарядами с установкой взрывателя на фугасное действие. Для лёгких и средних танков прямое попадание 122-мм фугасного снаряда во многих случаях было фатальным, вплоть до срыва башни с погона. Тяжёлые «Тигры» были гораздо более устойчивой целью, но в 1943 году немцами был зафиксирован случай нанесения тяжёлых повреждений танкам типа PzKpfw VI Ausf H «Тигр» при боевом столкновении с советскими САУ СУ-122, вооружёнными гаубицами М-30.
Применялись советской армией в Афганской войне.
Не известное количество пушек применяется ВС РФ в ходе Российско-украинской войны.

## М-30 за рубежом

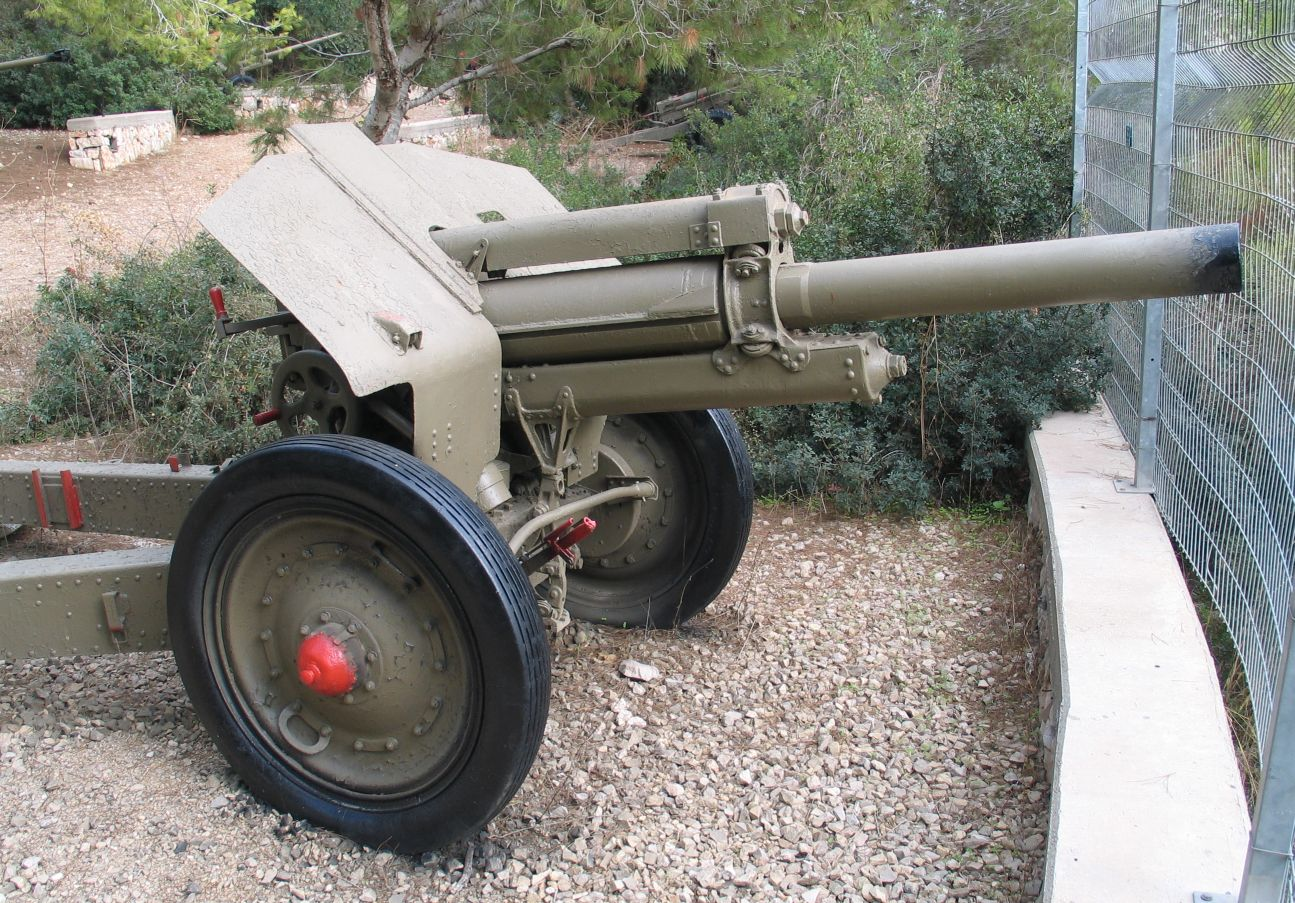
122-мм гаубица образца 1938 года (М-30) в музее Бейт а-тотхан, Израиль. Вид справа

В начале Великой Отечественной войны значительное количество (несколько сотен) М-30 было захвачено вермахтом. Орудие было принято на вооружение вермахта как тяжёлая гаубица 12,2 cm s.F.H.396(r) и активно использовалось в боях против Красной армии. С 1943 года для этого орудия (а также ряда более ранних трофейных советских гаубиц того же калибра) немцы даже развернули массовое производство снарядов. В 1943 году было произведено 424 тыс. выстрелов, в 1944 и 1945 гг. — 696,7 тыс. и 133 тыс. выстрелов соответственно. Трофейные М-30 использовались не только на Восточном фронте, но и в оборонительных сооружениях Атлантического вала на северо-западном побережье Франции. В некоторых источниках также упоминается использование немцами гаубиц М-30 для вооружения САУ, созданных на базе различной трофейной французской бронетехники.
В послевоенные годы М-30 экспортировалась в ряд государств Азии и Африки, где до сих пор состоит на вооружении. Известно о наличии таких орудий в Сирии, Египте (соответственно, это орудие принимало активное участие в арабо-израильских войнах). В свою очередь, часть египетских М-30 была захвачена израильтянами. Одно из таких захваченных орудий демонстрируется в артиллерийском музее Бейт а-тотхан. М-30 поставлялась также в страны-участницы Варшавского договора, например, в Польшу. В мемориале Познаньской цитадели это орудие имеется в экспозиции музейного вооружения. Китайская Народная Республика развернула своё собственное производство гаубицы М-30 под названием Тип 54.
Финский артиллерийский музей в г. Хямеэнлинна имеет гаубицу М-30 в своей экспозиции. Финская армия в 1941—1944 гг. захватила 41 орудие этого типа. Захваченные М-30 под обозначением 122 H/38 финские артиллеристы использовали в лёгкой и тяжёлой полевой артиллерии. Орудие им очень понравилось, никаких изъянов в его конструкции они не нашли. За время боевых действий финские М-30 израсходовали 13 298 снарядов; три гаубицы было потеряно. Оставшиеся после войны финские М-30 использовались в качестве учебных гаубиц или находились в мобилизационном резерве на складах финской армии вплоть до середины 1980-х годов.
Даже в двадцать первом веке гаубица продолжает применяться в реальных боевых действиях. В частности, сирийские правительственные войска применяли их в ходе гражданской войны в Сирии.

## Модификации и опытные образцы на базе М-30
За время производства конструкция орудия в целом значительно не менялась. На базе ствольной группы гаубицы М-30 выпускались следующие образцы артиллерийских орудий:
- М-30С (индекс ГАУ — 53-ГС-463) — слегка модифицированный вариант М-30 для установки на самоходной артиллерийской установке СУ-122.
- У-11 — новое орудие с баллистикой, идентичной М-30, предназначенное для вооружения танков и самоходных установок. От М-30 орудие У-11 отличалось сильно изменённой конструкцией противооткатных устройств, которые были уменьшены в размерах для лучшей компоновки в стеснённых условиях боевого отделения машины. Самоходный вариант У-11 устанавливался на опытную САУ СУ-122М, но не выдержал испытаний по причине низкой надёжности. Танковый вариант гаубицы У-11 устанавливался на опытный танк Объект 234, который также известен как ИС № 2 (не путать с серийными ИС-2, вооружёнными длинноствольной 122-мм пушкой Д-25).
- Д-6 — ещё один вариант гаубицы с баллистикой, идентичной М-30, предназначенный для монтажа в САУ. Гаубица Д-6 была смонтирована на опытной САУ СУ-122-III, но, как и У-11, не выдержала испытаний по причине низкой надёжности[11].

## Самоходные артиллерийские установки с М-30

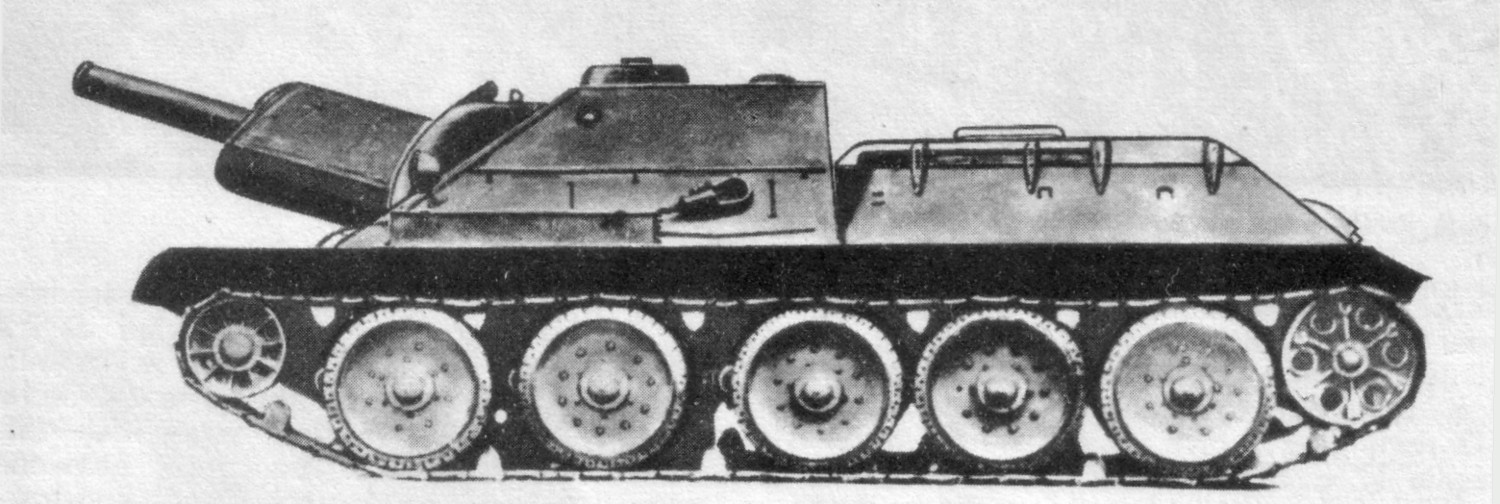
САУ СУ-122

М-30 устанавливалась на следующие САУ:
- СУ-122. САУ на базе танка Т-34. Выпускалась с декабря 1942 г. по август 1943 г. Всего выпущено 638 шт.
- СГ-122. САУ на базе трофейных немецких танков PzKpfw III и САУ StuG III. Выпущено около 20 шт. в начале 1943 г.
- 12,2-cm Kanone (r) auf Geschützwagen Lorraine-Schlepper (f). Немецкая САУ, представляющая собой установку трофейной гаубицы М-30 на шасси трофейного же французского тягача Lorraine. Известно об одном экземпляре данной САУ, действовавшей во Франции на железнодорожной платформе, входящей в состав бронепоезда[7][11].

## Оценка проекта

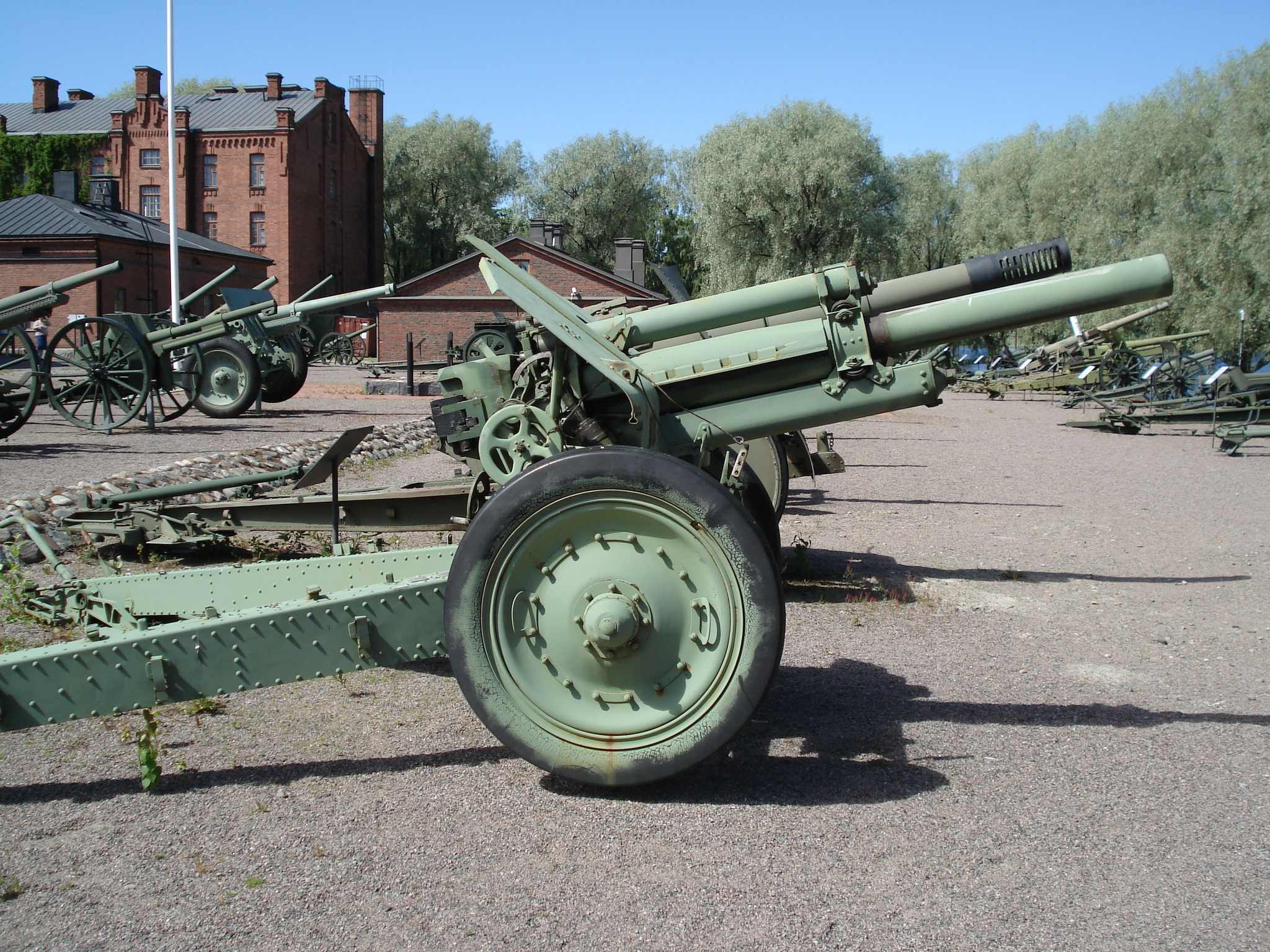
122-мм гаубица образца 1938 года (М-30) в музее г. Хямеэнлинна, Финляндия. Вид справа

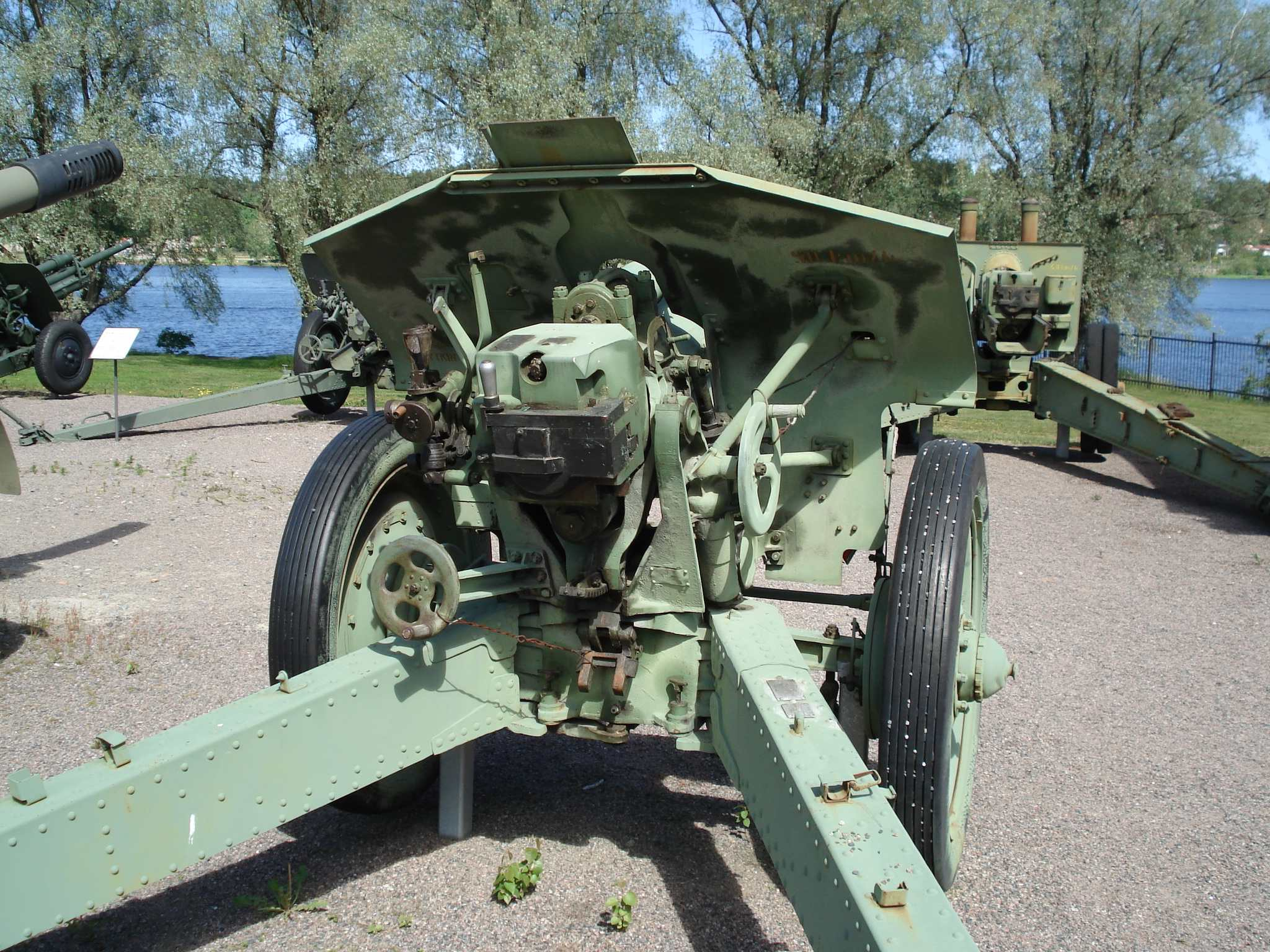
122-мм гаубица образца 1938 года (М-30) в музее г. Хямеэнлинна, Финляндия. Вид сзади

М-30, безусловно, была удачным орудием. Группе разработчиков под руководством Ф. Ф. Петрова удалось гармонично объединить в одном образце артиллерийского вооружения надёжность и простоту в освоении личным составом, свойственную старым гаубицам эпохи Первой мировой войны, и новые конструктивные решения, призванные улучшить мобильность и огневые возможности орудия. В результате советская дивизионная артиллерия получила современную и мощную гаубицу, способную успешно действовать в составе высокомобильных танковых, механизированных и моторизованных частей РККА. Широкое распространение гаубицы М-30 в армиях многих государств мира и отличные отзывы работавших с ней артиллеристов служат этому дополнительным подтверждением.
При сравнении гаубицы М-30 с современными ей образцами артиллерийского вооружения следует иметь в виду тот факт, что в армиях Германии, Франции, Великобритании и США практически нет близких по калибру к М-30 образцов артиллерийского вооружения. Гаубичная артиллерия времён Второй мировой войны дивизионного звена в армиях упомянутых выше стран использовала в основном калибр 105 мм; заметным, но удачным исключением была 25-фунтовая английская пушка-гаубица QF 25 pounder, однако её калибр был ещё меньше и равнялся 87,6 мм. Следующими за 105 мм стандартными калибрами гаубичной артиллерии западных стран были 150, 152,4 и 155 мм. Соответственно традиционный русский (и впоследствии советский) калибр 121,92 мм оказывался промежуточным между калибрами лёгких (87,6—105-мм) и тяжёлых (150—155-мм) гаубиц других стран. Разумеется, во Вторую мировую войну использовались гаубицы не русского (и не советского) происхождения близкого к 122 мм калибра, но подавляющее большинство из них составляли старые орудия периода Первой мировой войны, например, 114-мм гаубица Виккерса в финской армии.
| Тактико-технические характеристики 122-мм гаубицы М-30 в сравнении с её зарубежными аналогами |           |                                                                         |                                                                         |                                                                         |             |               |
| Характеристика \ Система                                                                      | М-30      | 10,5 cm le.FH.18                                                        | 10,5 cm le.FH.18M                                                       | 10,5 cm le.FH.18/40                                                     | 105 mm M2A1 | 105-мм Тип 91 |
| Страна                                                                                        | Флаг СССР | Красный флаг, в центре которого находится белый круг с чёрной свастикой | Красный флаг, в центре которого находится белый круг с чёрной свастикой | Красный флаг, в центре которого находится белый круг с чёрной свастикой | Флаг США    | Флаг Японии   |
| Годы разработки                                                                               | 1937—38   | 1928—29                                                                 | 1941                                                                    | 1942                                                                    | 1920—40     | 1927—31       |
| Годы производства                                                                             | 1940—55   | 1935—45                                                                 | 1942—45                                                                 | 1943—45                                                                 | 1941—53     | 1931—45       |
| Построено, шт.                                                                                | 19 266    | 11 831                                                                  | 11 831                                                                  | 10 265                                                                  | 10 200      | 1100          |
| Калибр, мм                                                                                    | 121,92    | 105                                                                     | 105                                                                     | 105                                                                     | 105         | 105           |
| Длина ствола (без ДТ), клб                                                                    | 22,7      | 25                                                                      | 28                                                                      | 28                                                                      | 22          | 24            |
| Модель ОФ снаряда                                                                             | 53-ОФ-462 | 10,5-cm-Sprenggranate                                                   | 10,5-cm-Sprenggranate                                                   | 10,5-cm-Sprenggranate                                                   | M1          | ?             |
| Масса ОФ снаряда, кг                                                                          | 21,78     | 14,81                                                                   | 14,81                                                                   | 14,81                                                                   | 14,97       | 15,7          |
| Макс. начальная скорость, м/с                                                                 | 515       | 470                                                                     | 540                                                                     | 540                                                                     | 472         | 546           |
| Дульная энергия, МДж                                                                          | 2,9       | 1,6                                                                     | 2,2                                                                     | 2,2                                                                     | 1,7         | 2,3           |
| Макс. дальнобойность, м                                                                       | 11 800    | 10 675                                                                  | 12 325                                                                  | 12 325                                                                  | 11 160      | 10 770        |
| Углы ВН, градусов                                                                             | −3…+63,5  | −5…+42                                                                  | −5…+45                                                                  | −5…+45                                                                  | −1…+65      | −5…+45        |
| Сектор ГН, градусов                                                                           | 49        | 56                                                                      | 56                                                                      | 56                                                                      | 46          | 40            |
| Масса в боевом положении, кг                                                                  | 2450      | 1985                                                                    | 2040                                                                    | 1900                                                                    | 2260        | 1500          |
| Масса в походном положении, кг                                                                | 3100      | 3490                                                                    | 3540                                                                    | н/д                                                                     | н/д         | 1979          |

Поэтому сравнение М-30 с другими гаубицами возможно только при сходном с ней круге решаемых боевых задач и близкой организационно-штатной структуре применения в войсках (образцы для сравнения должны быть орудиями, полагающимися по штату частям, близким по численности и организации советской стрелковой, моторизованной или танковой дивизиям). Однако и при этих условиях сравнение будет в известной мере условным. Наиболее близкими к М-30 являются 105-мм гаубицы, поскольку орудия в области калибров 150—155 мм являются гораздо более тяжёлыми по массе и огневой мощи, и в их числе имеется достойный советский представитель — 152-мм гаубица образца 1943 года (Д-1). Английская 25-фунтовка явно попадает в более лёгкую категорию по массе, и её сравнение с М-30 (несмотря на близкую организационно-штатную структуру эксплуатировавших её частей) будет некорректным. За типичного представителя 105-мм гаубиц можно взять немецкое орудие 10,5-cm leichte Feldhaubitze 18 (le.FH.18) массой 1985 кг, начальной скоростью 15-кг снаряда в 470 м/с, углами возвышения от −5 до +42°, углом горизонтальной наводки в 56° и максимальной дальностью стрельбы 10 675 м.
М-30 имеет сравнимую с leFH 18 максимальную дальность стрельбы (превышение не является значительным, тем более что модифицированный вариант le.FH.18/40 с начальной скоростью снаряда в 540 м/с и предельным углом возвышения +45° имел максимальную дальность стрельбы в 12 325 м). Некоторые прототипы немецких гаубиц 105-мм калибра могли поражать цели на дистанциях свыше 13 км, но по своей конструкции они уже в большей степени являлись гаубицами-пушками,
чем классическими короткоствольными гаубицами. Бо́льший угол возвышения у М-30 позволял добиться лучшей по сравнению с le.FH.18 крутизны траектории снаряда, а следовательно и лучшей эффективности при стрельбе по укрытой в окопах и блиндажах живой силе противника. По мощности 122-мм снаряд массой около 22 кг однозначно выигрывал у 105-мм массой в 15 кг, но платой за это была на 400 кг большая масса М-30 в боевом положении, что негативно сказывалось на мобильности орудия. Большая масса гаубицы М-30 также требовала большего количества металла для её постройки. С технологической точки зрения М-30 была достаточно совершенной конструкцией — за 1941—1945 гг. СССР построил 16 887 гаубиц этого типа, тогда как нацистская Германия за тот же период построила 15 388 единиц 105-мм гаубиц le.FH.18 и le.FH.18/40.
В результате общая оценка проекта гаубицы М-30 будет приблизительно следующей: это орудие являлось советской реализацией общей для середины 1930-х гг. концепции мобильной полевой гаубицы на лафете с раздвижными станинами и подрессоренным колёсным ходом. По дальности стрельбы оно было на уровне с наиболее распространёнными 105-мм гаубицами других стран (некоторые из них оно превосходило, некоторым уступало), но главными его достоинствами были традиционные для советских орудий надёжность, технологичность в производстве и бо́льшая огневая мощь по сравнению со 105-мм гаубицами.
По результатам боевого применения гаубицы М-30, маршал артиллерии Г. Ф. Одинцов дал ей следующую эмоциональную оценку: «Лучше её уже ничего не может быть».

## Описание конструкции

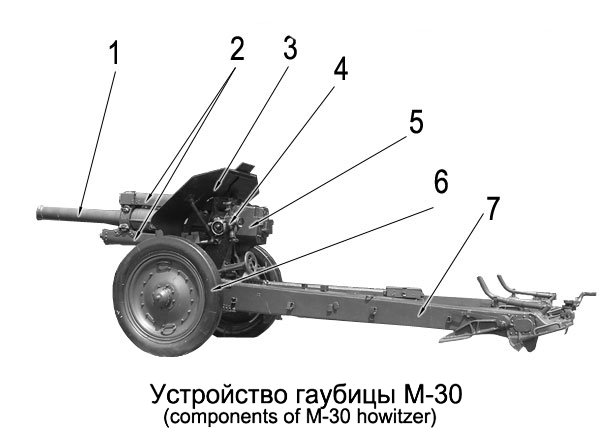
Устройство 122-мм гаубицы обр. 1938 года (М-30): 1 — Ствол, 2 — Противооткатные устройства — тормоз отката и накатник, 3 — Щитовое прикрытие, 4 — Панорамный прицел, 5 — Казённик с затвором, 6 — Колёсный ход, 7 — Раздвижные станины

Гаубица М-30 имела достаточно современную для своего времени конструкцию с лафетом с раздвижными станинами и подрессоренным колёсным ходом. Люлька обойменного типа с тормозом отката под стволом, накатником над ним и двумя удерживающим его при откате четвёрками катков, которые были скопированы с дивизионных и зенитных орудий «Бофорс» межвоенного периода (патент США № 754943). Ствол представлял собой сборную конструкцию из трубы, кожуха и навинтного казённика с затвором. М-30 оснащалась поршневым однотактным затвором, гидравлическим тормозом отката, гидропневматическим накатником и имела раздельно-гильзовое заряжание. Затвор имеет механизм принудительной экстракции стреляной гильзы при его открывании после выстрела. Спуск производится вытягиванием рычага ударника с помощью соединённого с ним спускового шнура.
Орудие оснащалось артиллерийской панорамой Герца для стрельбы с закрытых позиций, этот же прицел использовался и при стрельбе прямой наводкой.
Лафет с раздвижными станинами снабжён уравновешивающим механизмом и щитовым прикрытием. Колёса металлические с резиновыми шинами, рессоры пластинчатые. Возка орудия механической тягой обычно производилась без передка непосредственно за тягачом, максимально допустимая скорость транспортировки составляла 50 км/ч на шоссе и 35 км/ч по булыжным мостовым и просёлочным дорогам. Конной тягой гаубица перевозилась за передком восьмёркой лошадей. При разведении станин подрессоривание выключается автоматически, при отсутствии места или времени для разведения станин допускается стрельба при сведённых станинах в походном положении. Угол горизонтального обстрела при этом уменьшается до 1°30′. Время перехода из походного положения в боевое составляло 1,0—1,5 минуты. Лафет гаубицы М-30 был впоследствии использован при создании 152-мм гаубицы Д-1.

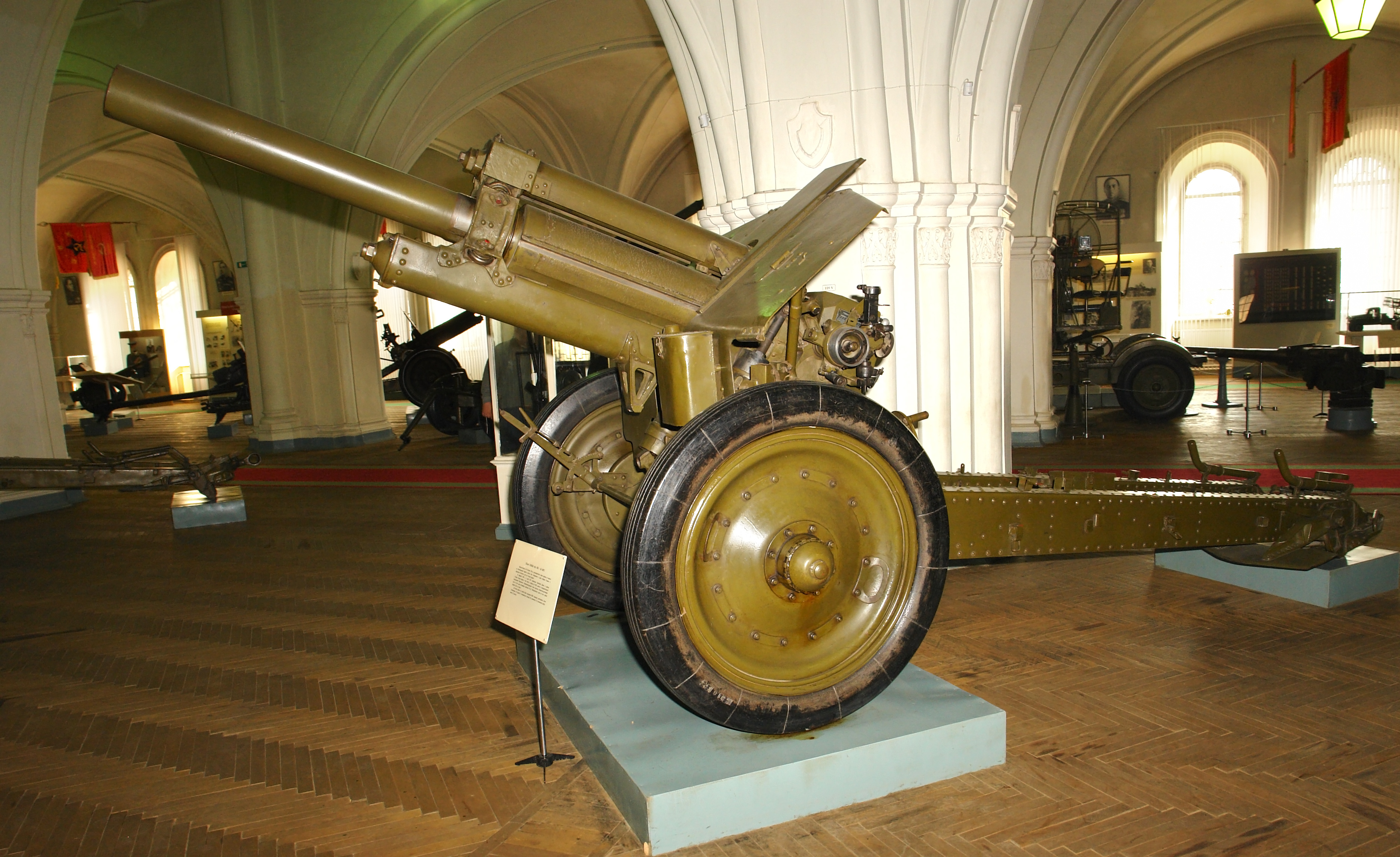
Общий вид 122-мм гаубицы обр. 1938 г. (М-30) в Артиллерийском музее в Санкт-Петербурге
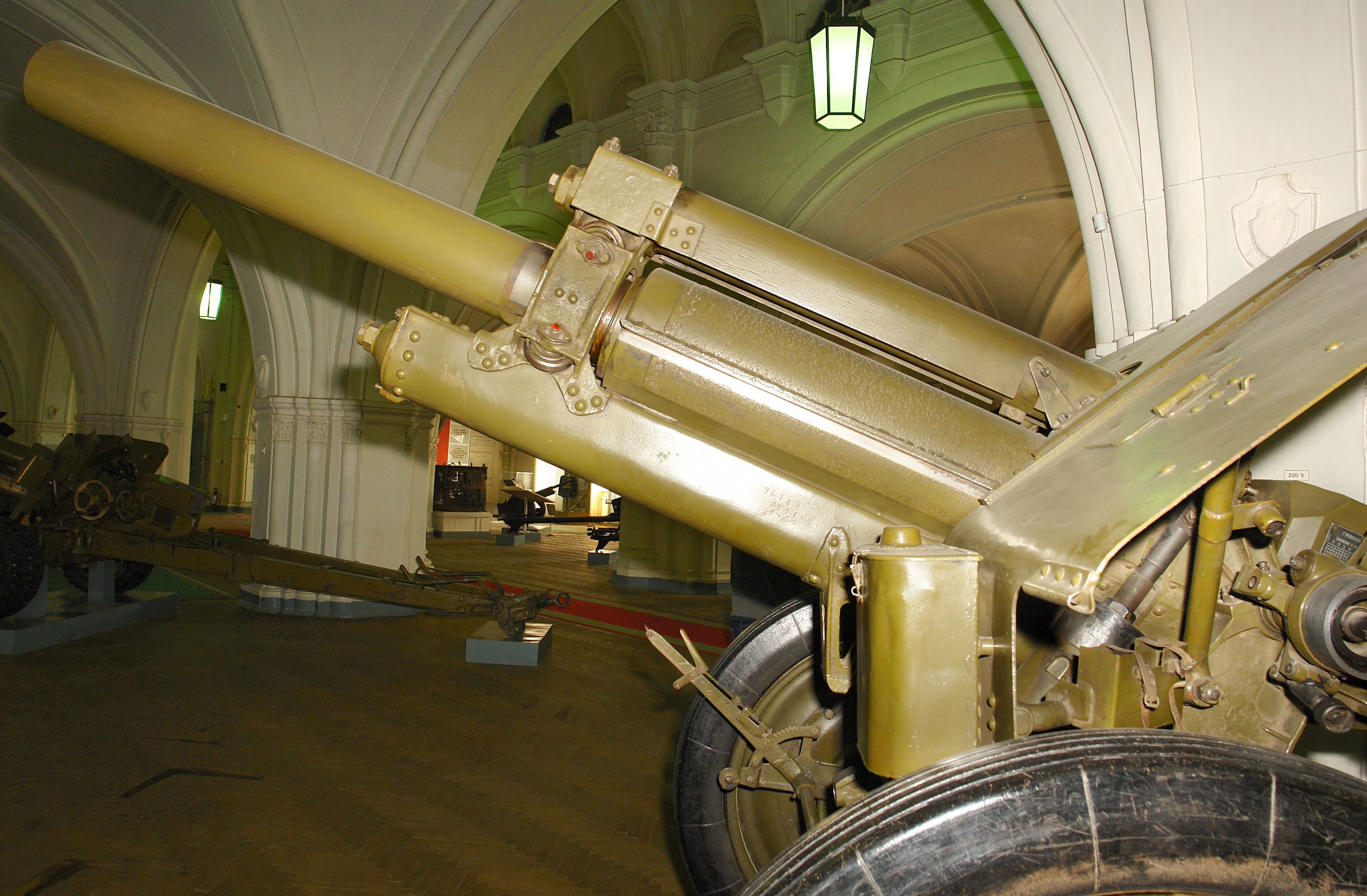
Более крупный план орудия
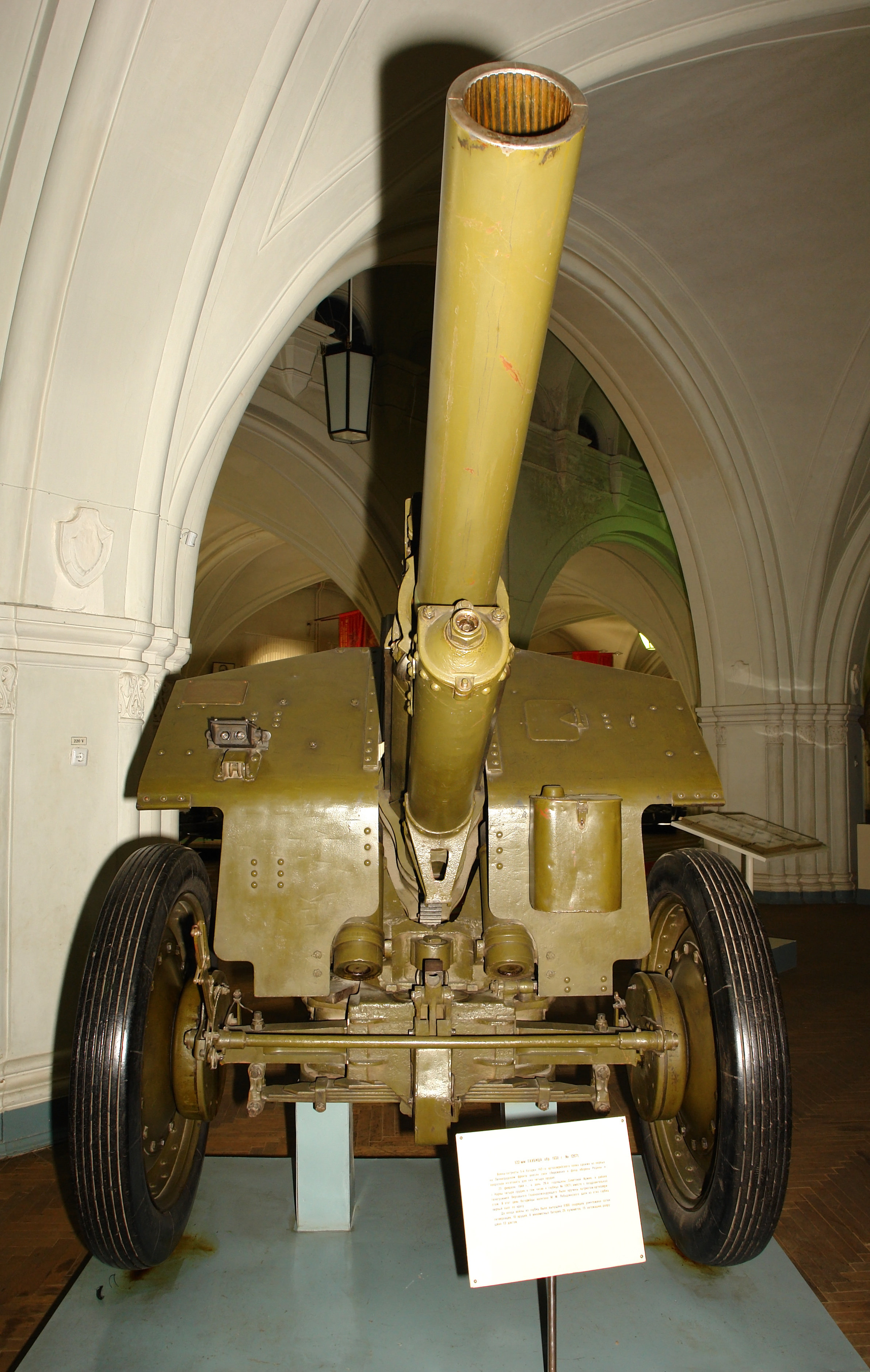
Вид спереди, видна нарезка в стволе
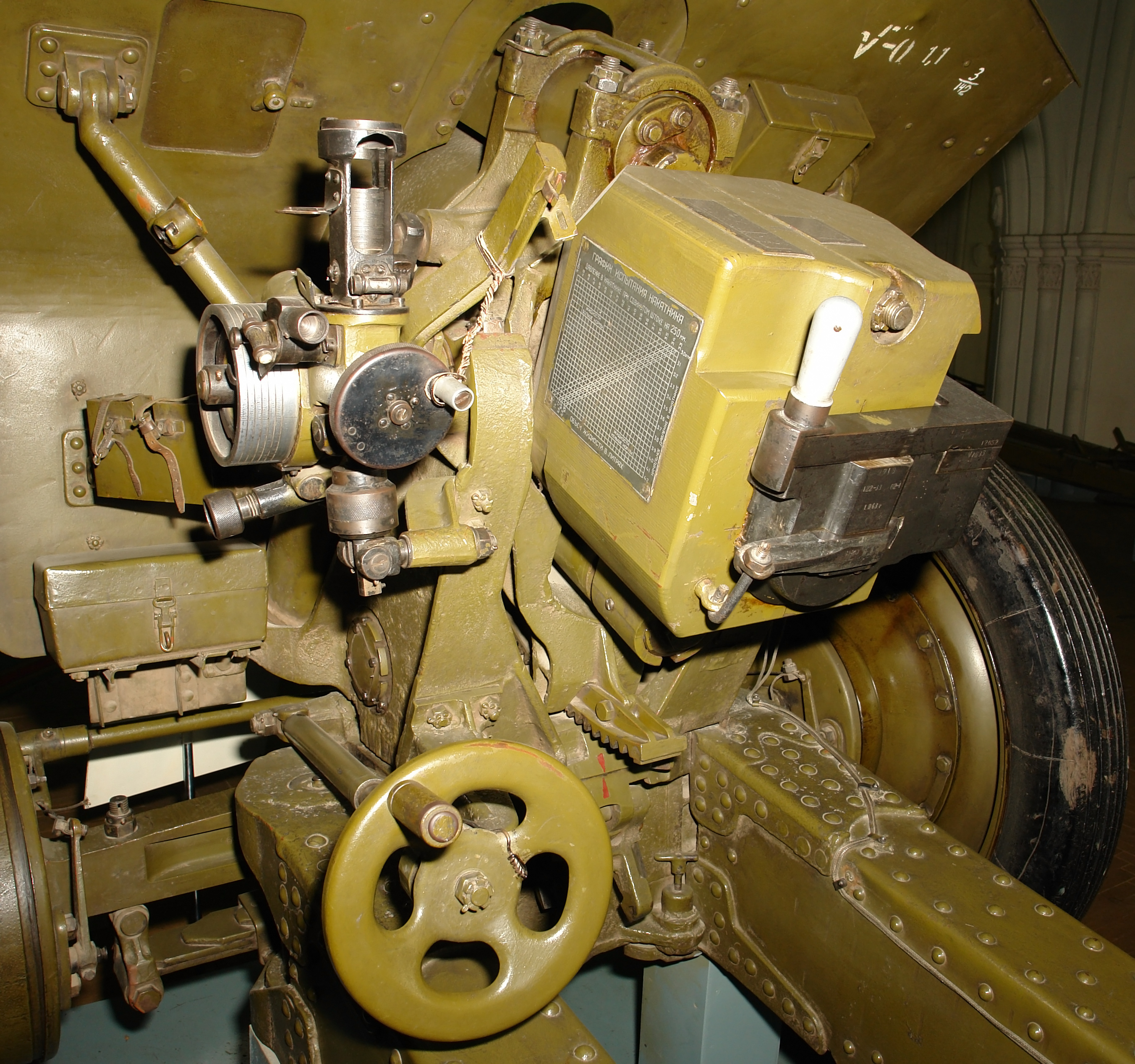
Затвор и панорамный прицел, вид сбоку
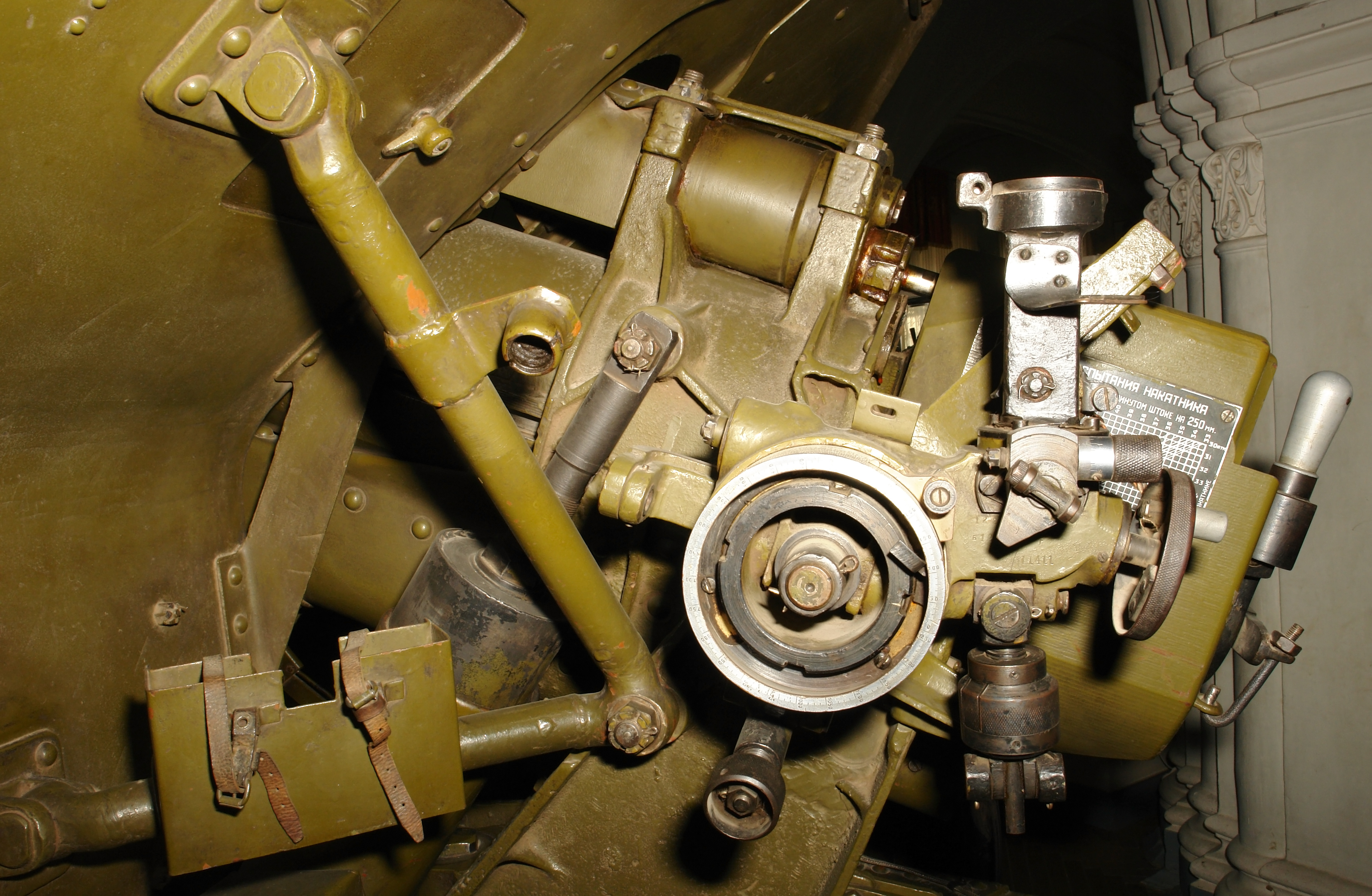
Затвор и панорамный прицел, вид слева
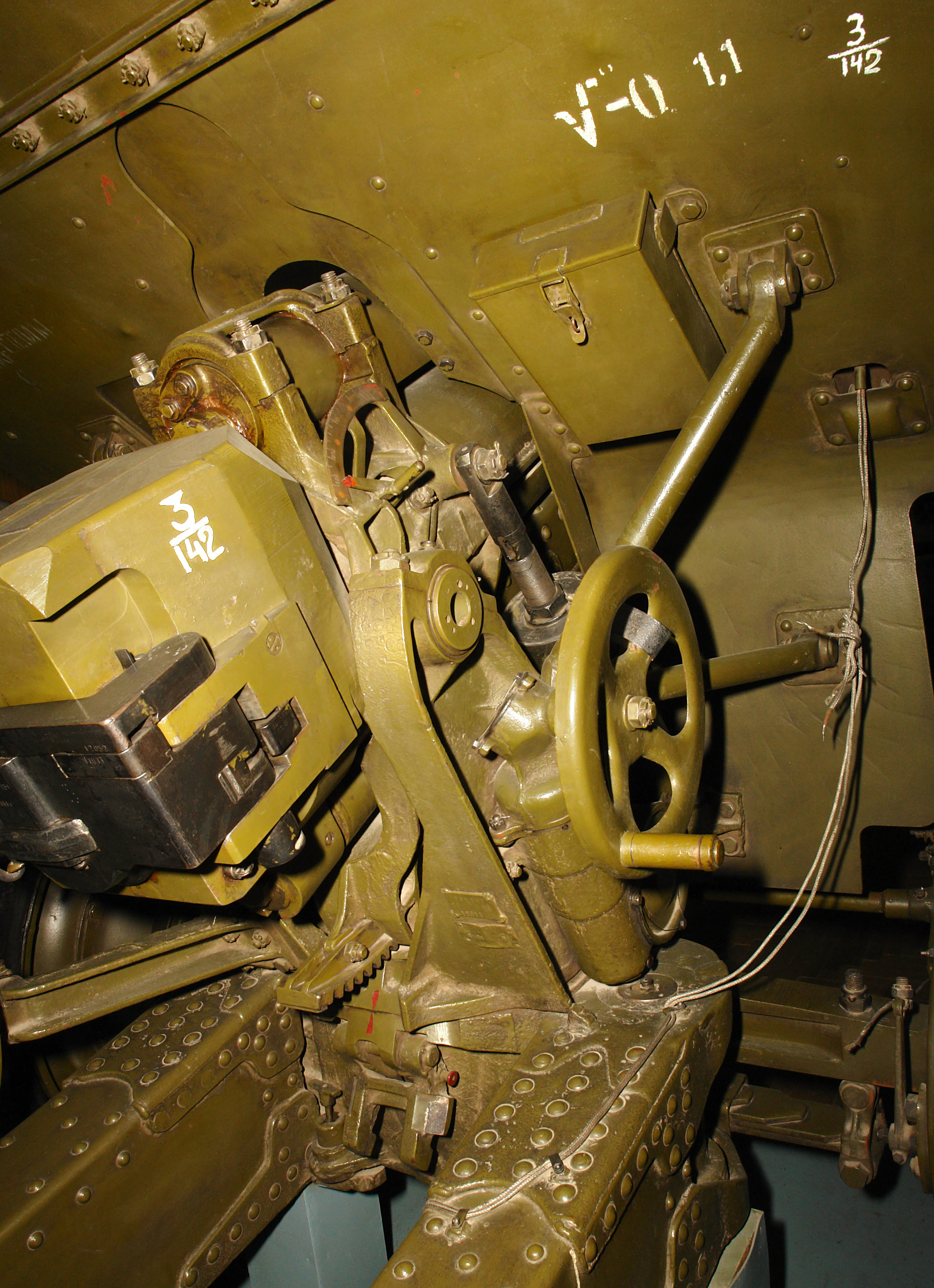
Затвор, вид справа
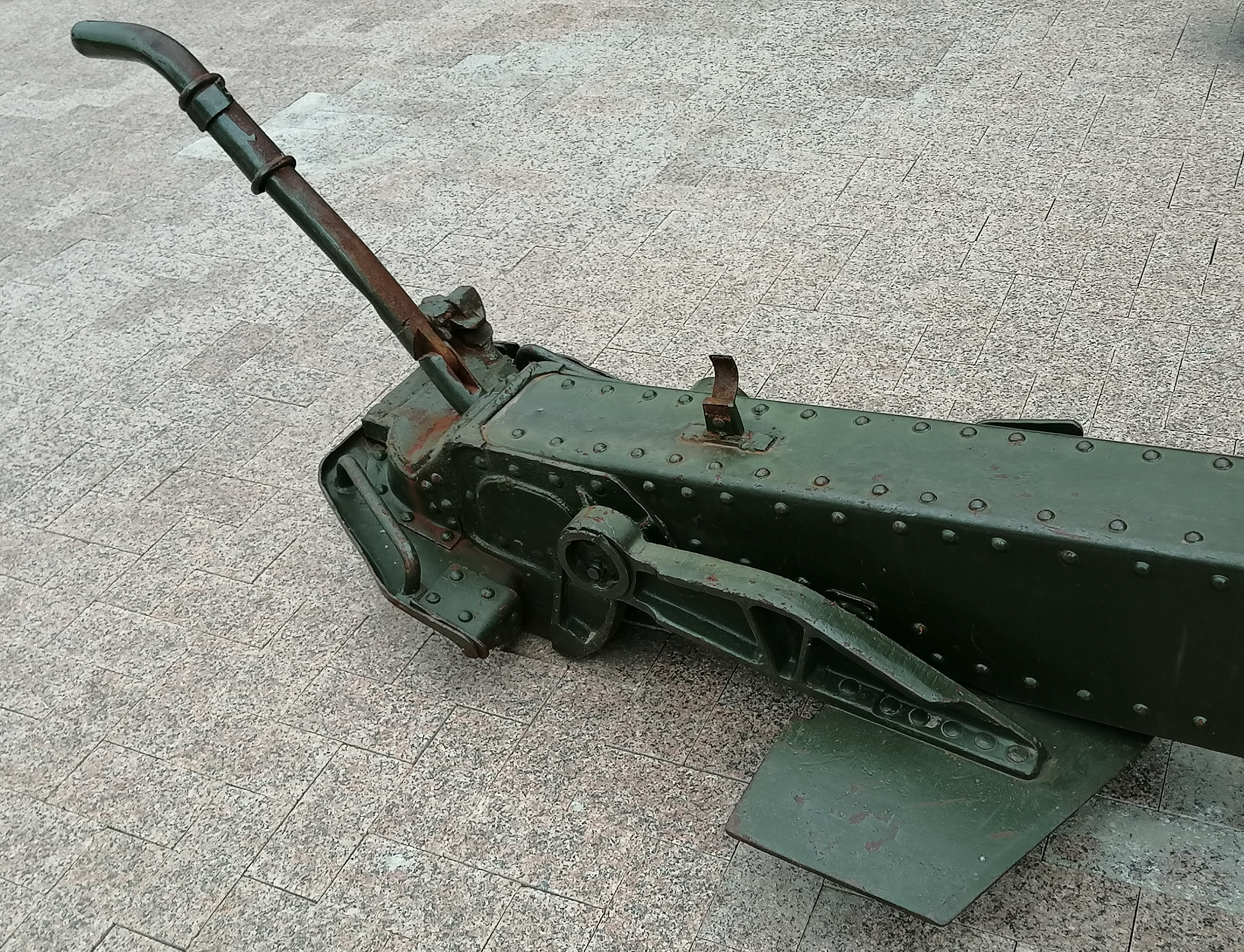
Сошник

## Характеристики и свойства боеприпасов
М-30 стреляла всем ассортиментом 122-мм гаубичных снарядов, в том числе разнообразными старыми гранатами русского и импортного производства. После Великой Отечественной войны к указанному ниже ассортименту снарядов добавились новые типы боеприпасов, например, кумулятивный снаряд 3БП1.
Стальная осколочно-фугасная граната 53-ОФ-462 при установке взрывателя на осколочное действие при своём разрыве создавала около 1000 убойных осколков, эффективный радиус поражения живой силы составлял около 30 м (данные получены по советской методике измерения середины XX века). При установке взрывателя на фугасное действие граната после разрыва оставляла воронки до 1 м глубиной и до 3 м в диаметре. В начале 1970-х годов на вооружение 122-мм гаубиц 2С1, Д-30 и М-30 поступили новые боеприпасы 3ОФ24. Вместо тротила в качестве взрывчатого вещества был использован состав A-IX-2, благодаря чему эффективность снарядов 3ОФ24 по сравнению с 53-ОФ-462 была увеличена в 1,2—1,7 раза. С 1982 года на вооружение 122-мм гаубичных систем поступил снаряд 3ОФ56 и 3ОФ56-1 повышенного могущества.
Кумулятивный снаряд 53-БП-460А пробивал под углом 90° броню толщиной до 100—160 мм (в разных источниках приводятся разные данные). Прицельная дальность стрельбы по движущемуся танку — до 400 м.
Послевоенный кумулятивный снаряд 3БП1 пробивал под углом 90° — 200 мм, 60° — 160 мм, 30° — 80 мм.
| Характеристики основных применяемых боеприпасов гаубицы М-30 |                     |                   |                 |                             |                                 |                                     |
| Индекс выстрела                                              | индекс снаряда      | Масса снаряда, кг | Масса ВВ/ОВ, кг | Марка взрывателя            | Начальная скорость снаряда, м/с | Максимальная дальность стрельбы, км |
| Кумулятивные                                                 |                     |                   |                 |                             |                                 |                                     |
| 53-ВБП-463                                                   | 53-БП-463           | 14,83             | 2,18            | ГКВ                         | 570                             | 4                                   |
| 53-ВБП-463А                                                  | 53-БП-460А          | 13,34             |                 | В-229                       | 335                             | 2                                   |
| 3ВБК1                                                        | 53-БК-463(М)(У)(УМ) | 21,26             | 2,15            | ГПВ-1, ГПВ-2, ГКН           | 500                             |                                     |
| 3ВБК11                                                       | 53-БК-463У(М)       | 21,26             | 2,15            | ГПВ-2                       | 515                             |                                     |
| Осколочные                                                   |                     |                   |                 |                             |                                 |                                     |
| 53-ВО-462А                                                   | 53-О-462А           | 21,76             | 3,0             | Д-1, РГМ(-2), РГ-6, ГВЗМ    | 380                             | 9,34                                |
| 53-ВО-463А                                                   | 53-О-460А           | 21,76             |                 | Д-1-У, РГМ-2, МГНС-2        | 458                             | 10,77                               |
| 53-ВО-463АМ                                                  | 53-О-462А           | 21,76             | 3,0             | Д-1, РГМ(-2), РГ-6, ГВЗМ    | 458                             | 10,77                               |
| Осколочно-фугасные                                           |                     |                   |                 |                             |                                 |                                     |
| 53-ВОФ-462                                                   | 53-ОФ-462(Ж)        | 21,76             | 3,67            | Д-1, РГМ(-2), РГ-6, ГВЗМ    | 380                             | 9,34                                |
| 53-ВОФ-463                                                   | 53-ОФ-462(Ж)        | 21,76             | 3,67            | Д-1, РГМ(-2), РГ-6, ГВЗМ    | 515                             | 11,8                                |
| 53-ВОФ-463М                                                  | 53-ОФ-462(Ж)        | 21,76             | 3,67            | Д-1-У, РГМ-2(М), В-90, АР-5 | 515                             | 11,8                                |
| 3ВОФ7                                                        | 3ОФ7/3ОФ8           | 21,76             | 2,98            | АР-30                       | 515                             | 11,8                                |
| 3ВОФ31                                                       | 3ОФ24(Ж)            | 21,76             | 3,97            | РГМ-2(М), В-90, АР-5        | 515                             | 11,8                                |
| 3ВОФ46                                                       | 53-ОФ-462(Ж)        | 21,76             | 3,67            | РГМ-2(М), В-90, АР-5        | 515                             | 11,8                                |
| 3ВОФ80                                                       | 3ОФ56(-1)           | 21,76             | 4,31            | РГМ-2М, В-90, АР-5          | 515                             | 11,8                                |
| Шрапнельные                                                  |                     |                   |                 |                             |                                 |                                     |
| 3ВШ1                                                         | 3Ш1                 | 21,76             | 2,075           | ДТМ-75                      | 515                             |                                     |
| Химические                                                   |                     |                   |                 |                             |                                 |                                     |
|                                                              | 53-ХН-462           |                   | 3,1             |                             |                                 |                                     |
|                                                              | 53-ХС-462У          |                   | 1,9             |                             |                                 |                                     |
|                                                              | 53-ХСО-462          |                   | 1,9             |                             |                                 |                                     |
|                                                              | 53-ХСО-462Д         | 23,1              | 3,3             |                             |                                 |                                     |
|                                                              | 53-ХСО-463Б         | 22,2              | 1,325           |                             |                                 |                                     |
| Дымовые                                                      |                     |                   |                 |                             |                                 |                                     |
| 53-ВД-462                                                    | 53-Д-462            | 22,55             | 3,6             | КТ(М)-2                     | 380                             | 9,34                                |
| 53-ВД-463                                                    | 53-Д-462            | 22,55             | 3,6             | КТ(М)-2                     | 515                             | 11,8                                |
| 53-ВД-463А                                                   | 53-Д-462А           | 22,77             |                 | РГМ-2(М)                    | 458                             | 10,77                               |
| 53-ВД-463М                                                   | 53-Д-462(С)         | 22,55             | 3,6             | КТМ-2, РГМ-2(М)             | 515                             | 11,8                                |
| 3ВД1                                                         | 3Д4(М)              | 21,76             | 3,6             | РГМ-2(М)                    | 515                             | 11,8                                |
| Осветительные                                                |                     |                   |                 |                             |                                 |                                     |
| 53-ВС-462                                                    | 53-С-462            | 22,3              | 0,02            | Т-6                         | 361                             | 7,12                                |
| 53-ВС-463                                                    | 53-С-462            | 22,3              | 0,02            | Т-6                         | 479                             | 8,5                                 |
| 53-ВС-463М                                                   | 53-С-463(Ж)         | 22,0              | 0,02            | Т-7                         | 515                             | 11,0                                |
| 3ВС10                                                        | 3С4(Ж)              | 21,8              | —               | Т-90                        | 515                             |                                     |
| Агитационные                                                 |                     |                   |                 |                             |                                 |                                     |
| 53-ВА-462                                                    | 53-А-462            | 21,5              | —               | Т-6                         | 366                             | 7,2                                 |
| 53-ВА-463                                                    | 53-А-462            | 21,5              | —               | Т-6                         | 431                             | 8,0                                 |
| 3ВА1                                                         | 3А1(Д)(Ж)(ДЖ)       | 21,5              | —               | Т-7                         | 515                             |                                     |

## В произведениях культуры и искусства

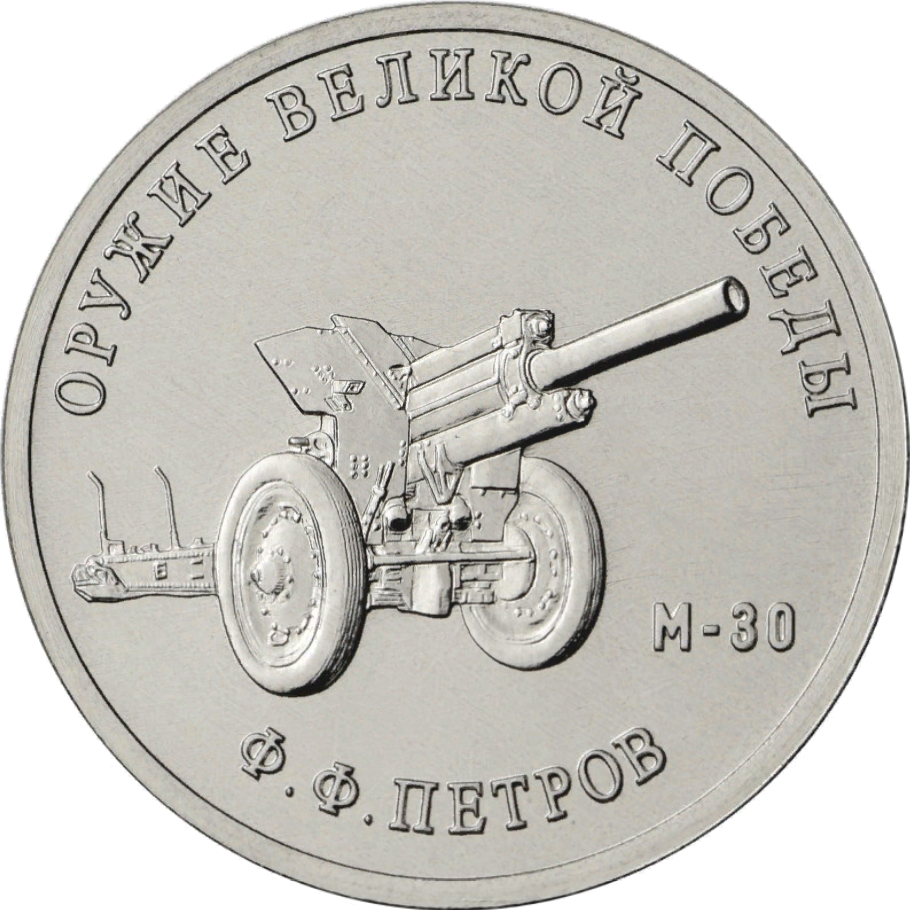
Конструктор Ф. Ф. Петров, гаубица М-30. Монета Банка России — серия: «Оружие Великой Победы (конструкторы оружия)», медно-никелевый сплав, 25 рублей, 2019 год

### М-30 в компьютерных играх
В отличие от танков, разнообразие моделей артиллерийского вооружения встречается в очень ограниченном числе компьютерных игр. Одной из таких игр является пошаговая стратегия «Panzer General III». В её редакции «Scorched Earth», где действие разворачивается на Восточном фронте, игрок может комплектовать советские артиллерийские части гаубицей М-30 (в игре она называется просто «12.2 cm»). Там она является доступной игроку с начала Великой Отечественной войны, но устаревает с середины 1943 года, после появления гаубицы-пушки МЛ-20, что очень сильно не соответствует действительности — производство обоих этих орудий и комплектование ими новых частей продолжались в течение всей войны.
М-30 можно увидеть и в российских играх, в частности, в стратегиях реального времени «Блицкриг», «Сталинград» и «Sudden Strike» («Противостояние 4», «Противостояние. Азия в огне») «В тылу врага 2:Штурм». Отражение особенностей использования М-30 в этих играх также далеко от реальности.

## На вооружении
- Алжир — 60 М-30, по состоянию на 2024 год[22]
- Бангладеш — 57 Тип 54 (М-30), по состоянию на 2024 год.[22]
- Боливия — 36 М-30, по состоянию на 2024 год.[22]
- Вьетнам — некоторое количество Тип 54 (М-30), по состоянию на 2024 год[23] Всего поставлено 450 единиц в 1969 году.[24]
- Гвинея-Бисау — 19 Д-30 и М-30, по состоянию на 2017 год.[22] Всего поставлено 9 единиц в 1979 году.[24]
- Демократическая Республика Конго — всего 77 Д-30, М-30 и Type 60, по состоянию на 2024 год.[22] Всего поставлено 10 единиц в 1978 году.[24]
- Египет — 300 М-30, по состоянию на 2024 год[22]
- Иран — 100 Тип 54 (М-30), по состоянию на 2024 год[22]
- Камбоджа — некоторое количество М-30, по состоянию на 2024 год[22]. Всего поставлено 12 единиц в 1964 году.[24]
- КНДР — некоторое количество, по состоянию на 2024 год[22]. Всего поставлено 500 единиц в 1955 году.[24]
- Кыргызстан — 35 М-30, по состоянию на 2024 год[22]
- Куба — некоторое количество М-30, по состоянию на 2024 год.[22] Всего поставлено 100 единиц в 1962 году.[24]
- Лаос — 20 Д-30 и М-30, по состоянию на 2024 год[22]. Всего поставлено 20 единиц в 1967 году.[24]Хорватская М-30

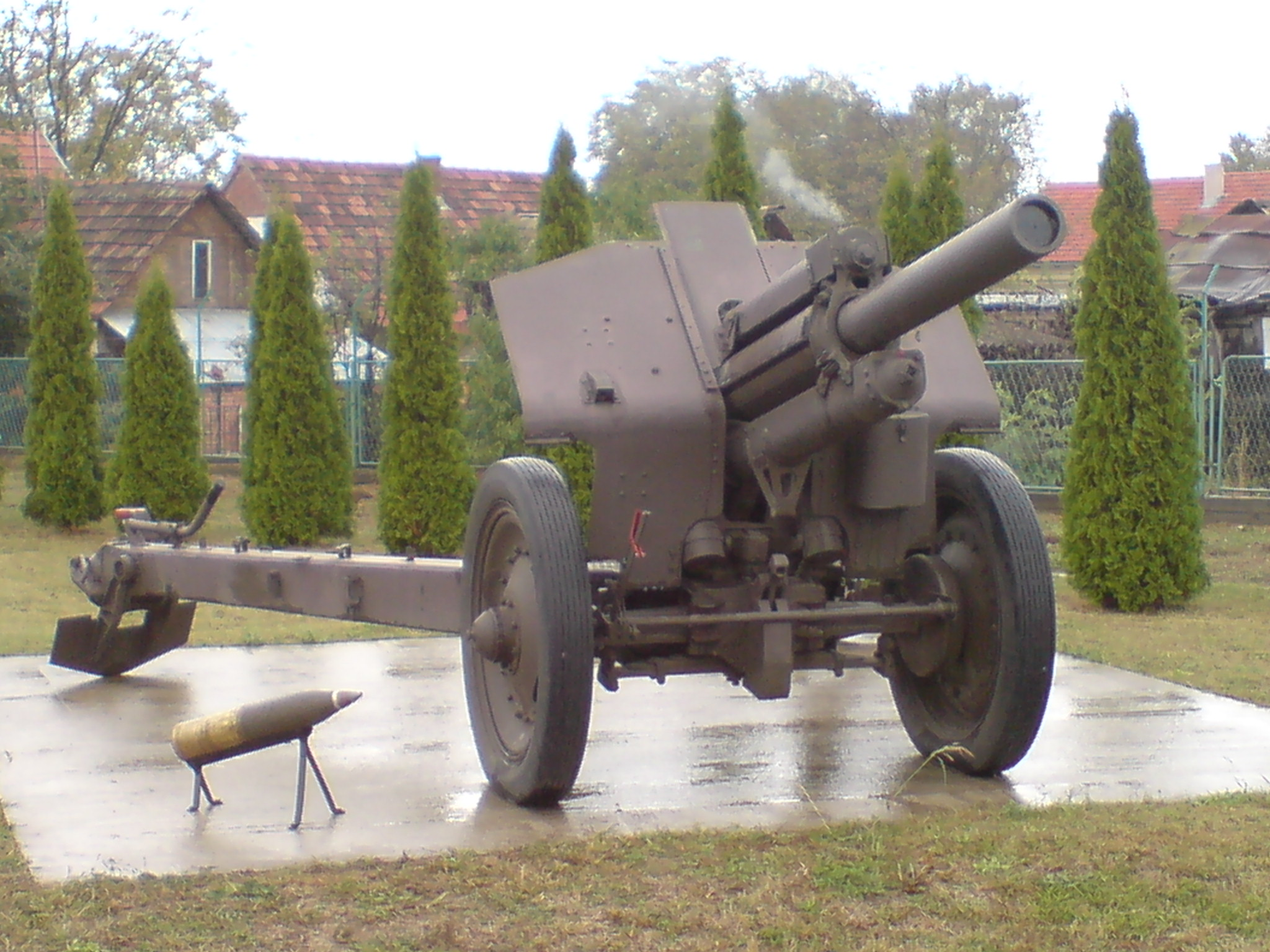
Хорватская М-30

- Ливан — 26 М-30, по состоянию на 2024 год.[22]
- Молдова — 16 М-30, по состоянию на 2024 год[22]
- Монголия — некоторое количество М-30, по состоянию на 2024 год.[22] Всего поставлено 100 единиц в 1953 году.[24]
- Нигер — 12 М-30, по состоянию на 2024 год.[22]
- Пакистан — 490 Тип 54 (М-30), по состоянию на 2024 год[22]
- Россия — Неизвестное количество используется в ходе Российско-украинской войны. Примерно 2000 единиц М-30 на хранении по состоянию на 2024 год[25]
- Румыния — 96 М-30 на вооружении по состоянию на 2024 год[22]
- Северная Македония — 56 М-30 на вооружении о состоянию на 2024 год[22]
- Сирия — некоторое количество М-30, по состоянию на 2024 год[22]. Всего поставлено 500 единиц в 1957 и 1969 годах. 36 поставлено из РФ в 2016 году.[24]
- Судан — некоторое количество М-30, по состоянию на 2024 год.[22] Всего поставлено 44 М-30 в 1970 и 1981 годах.[24]
- Танзания — 80 Тип 54 (М-30), по состоянию на 2024 год[22]
- Уганда — некоторое количество М-30, по состоянию на 2024 год[22]. Всего поставлено 20 единиц в 1975 году из Ливии.[24]
- Эфиопия — 200 Д-30 и М-30, по состоянию на 2024 год[22]  Всего поставлено 250 единиц в 1978 году.[24]

Бывшие операторы
- Албания — Всего поставлено 200 единиц в 1959 году.[24]
- Афганистан — некоторое количество, по состоянию на 2007 год[26]
- Баасистская Сирия — некоторое количество М-30, по состоянию на 2017 год[27]
- Болгария — 195 М-30, по состоянию на 2007 год[28]
- Венгрия  — Всего поставлено 230 единиц в 1955 году.[24]
- Гвинея — Всего поставлено 6 единиц в 1975 году.[24]
- ГДР — Всего поставлено 407 единиц в 1960 году.[24]
- Индонезия — Всего поставлено 75 единиц в 1964 году.[24]
- Ирак — Всего поставлено 250 единиц в 1962 году.[24]
- Йемен — 40 М-30, по состоянию на 2007 год[29]
- Китай — некоторое количество Тип 54 (М-30), по состоянию на 2017 год[30]. По состоянию на 2024 год списаны[22]
- Либерия — Всего поставлено 6 единиц в 1987 году.[24]
- Мозамбик — Всего поставлено 20 единиц в 1977 году.[24]
- Никарагуа — Всего поставлено 24 единиц в 1985 году.[24]
- Польша — 227 М-30, по состоянию на 2007 год[31]
- Сомали — Всего поставлено 60 единиц в 1974 году.[24]
- Украина — 3 М-30, по состоянию на 2007 год[32]
- Хорватия — 43 М-30, по состоянию на 2007 год[33]
- Эритрея — Всего поставлено 40 единиц в 2004 году.[24]
- Югославия — Всего поставлено 240 единиц в 1963 году.[24]

## Галерея

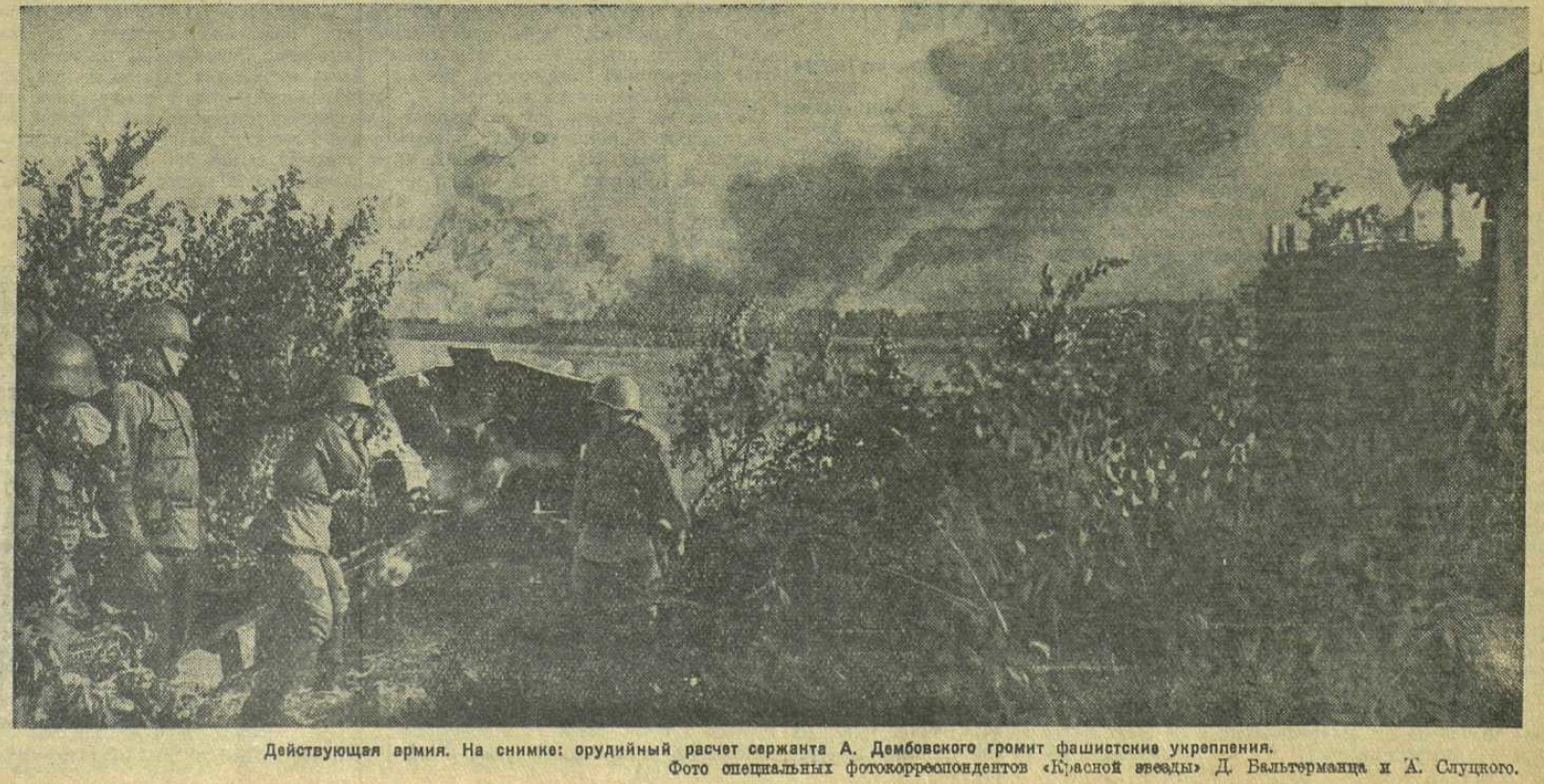
Орудийный расчёт сержанта А.Дембовского громит фашистские укрепления. 5 августа 1941 г.
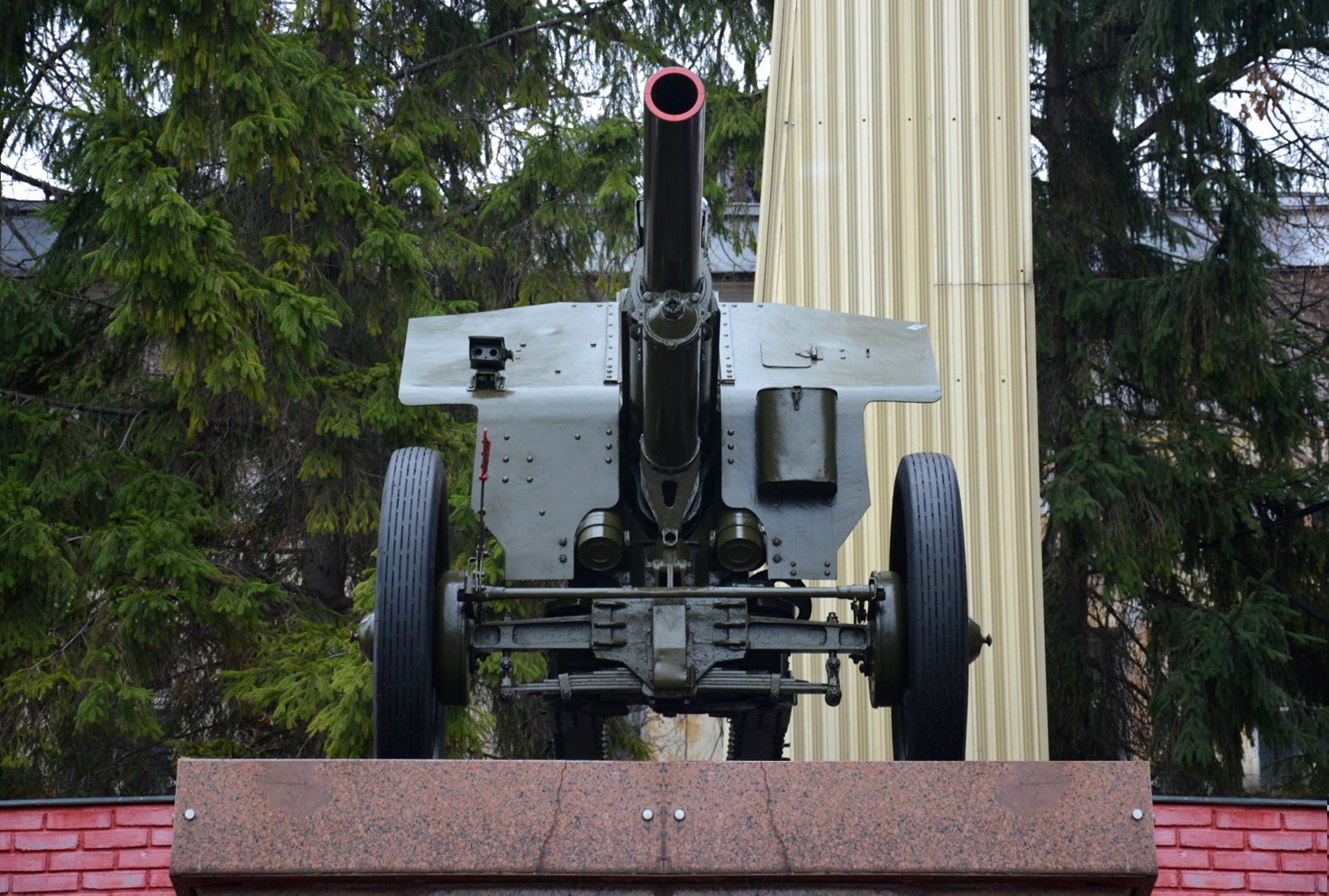
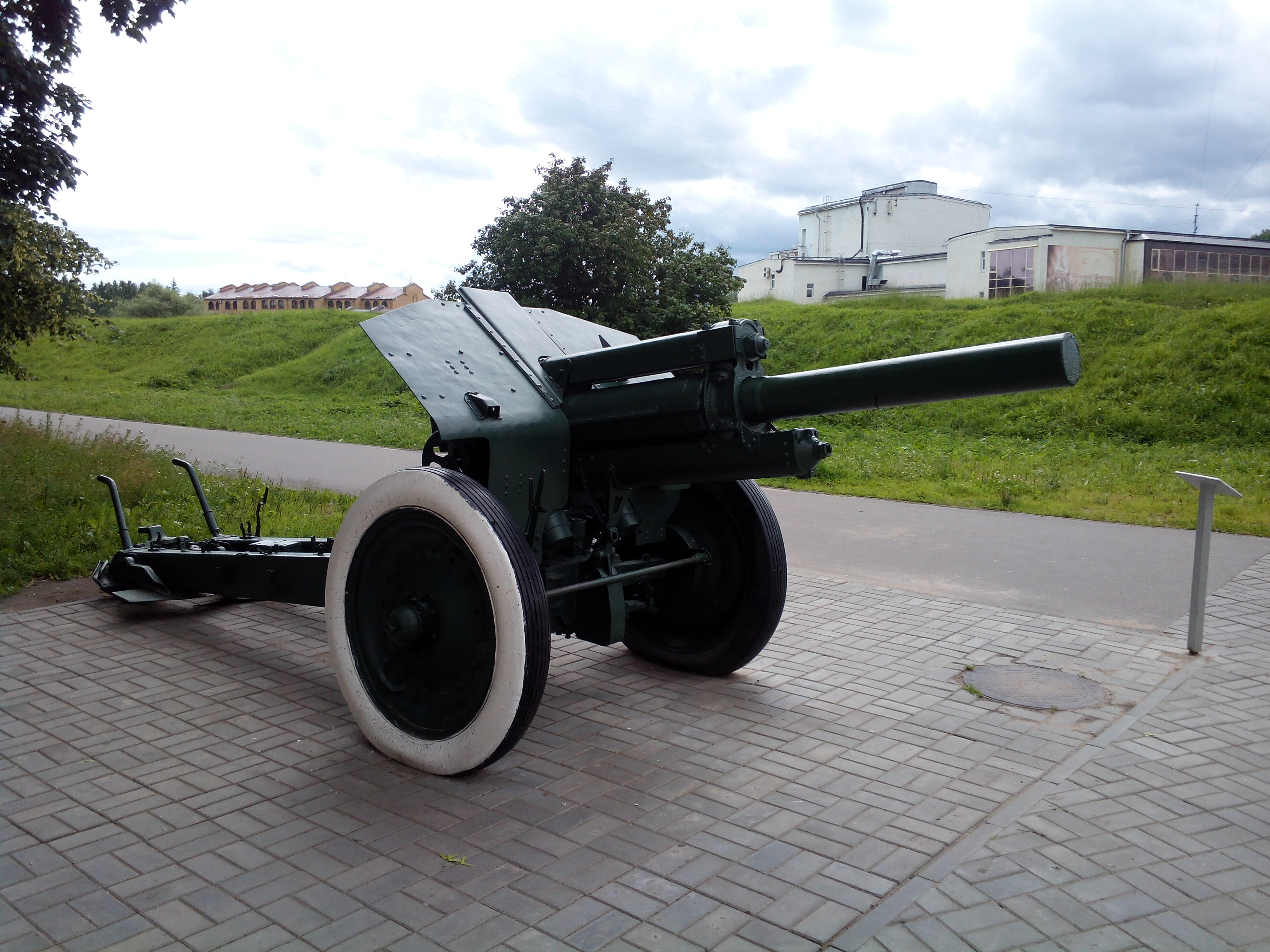
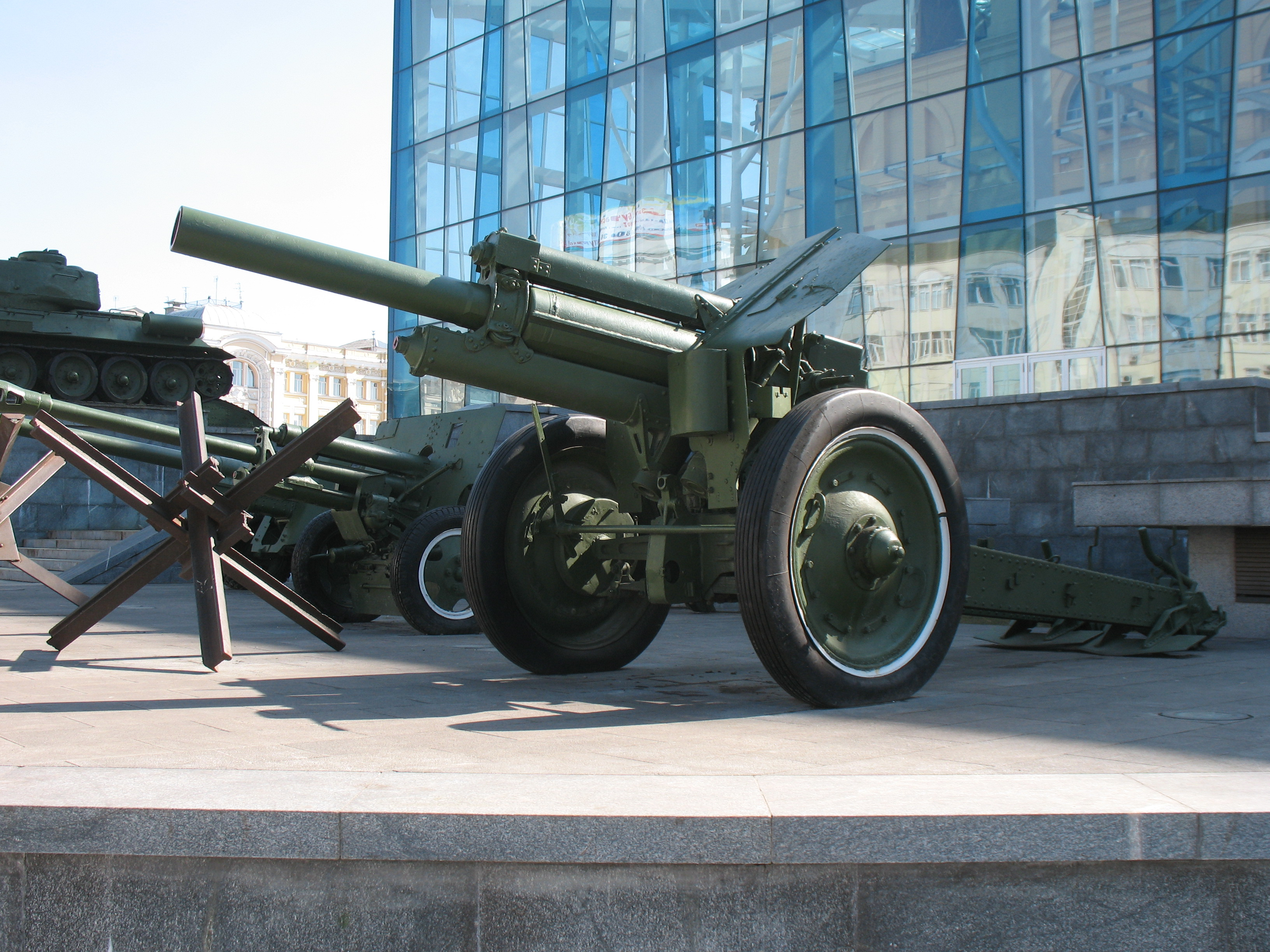
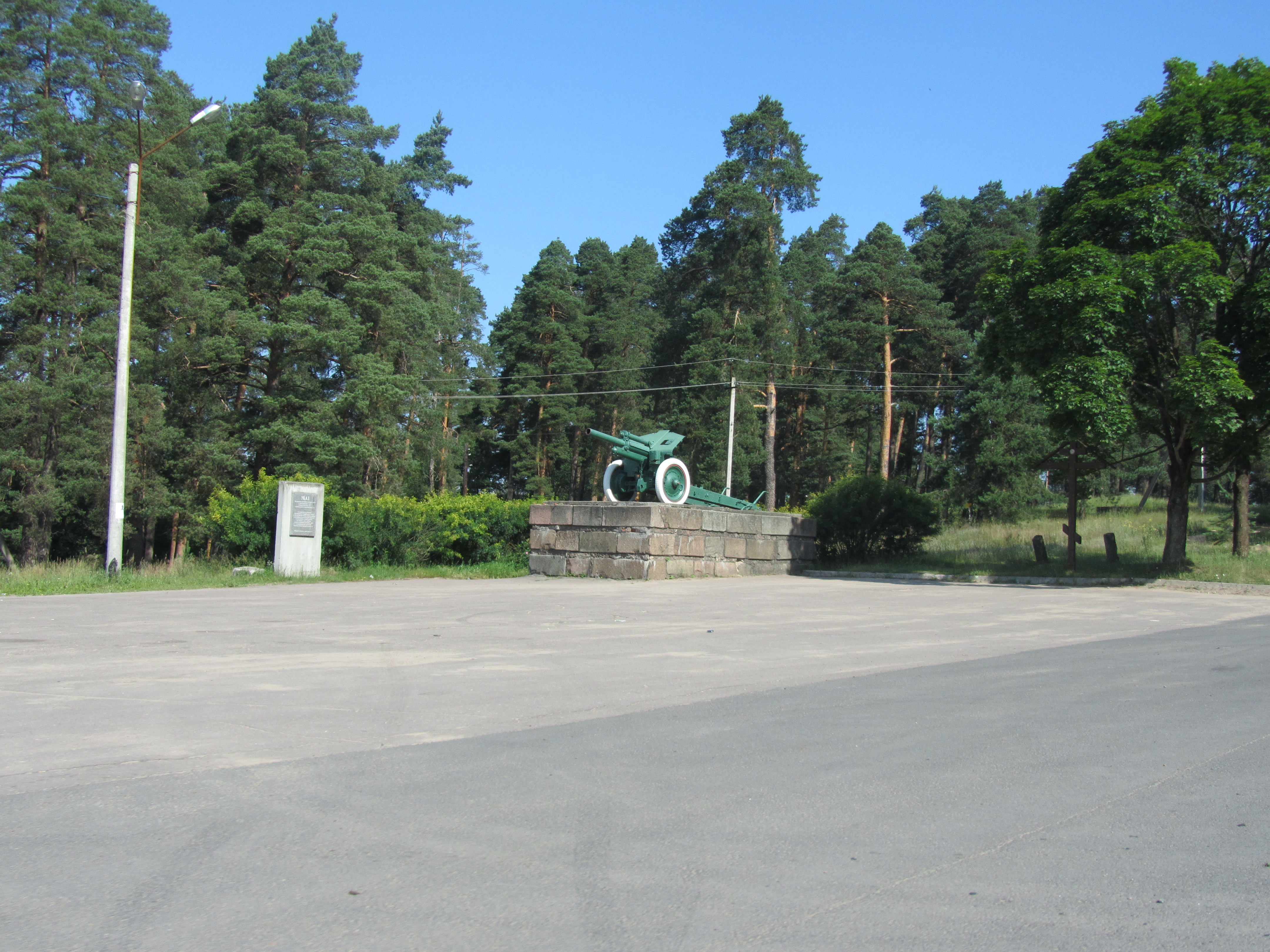
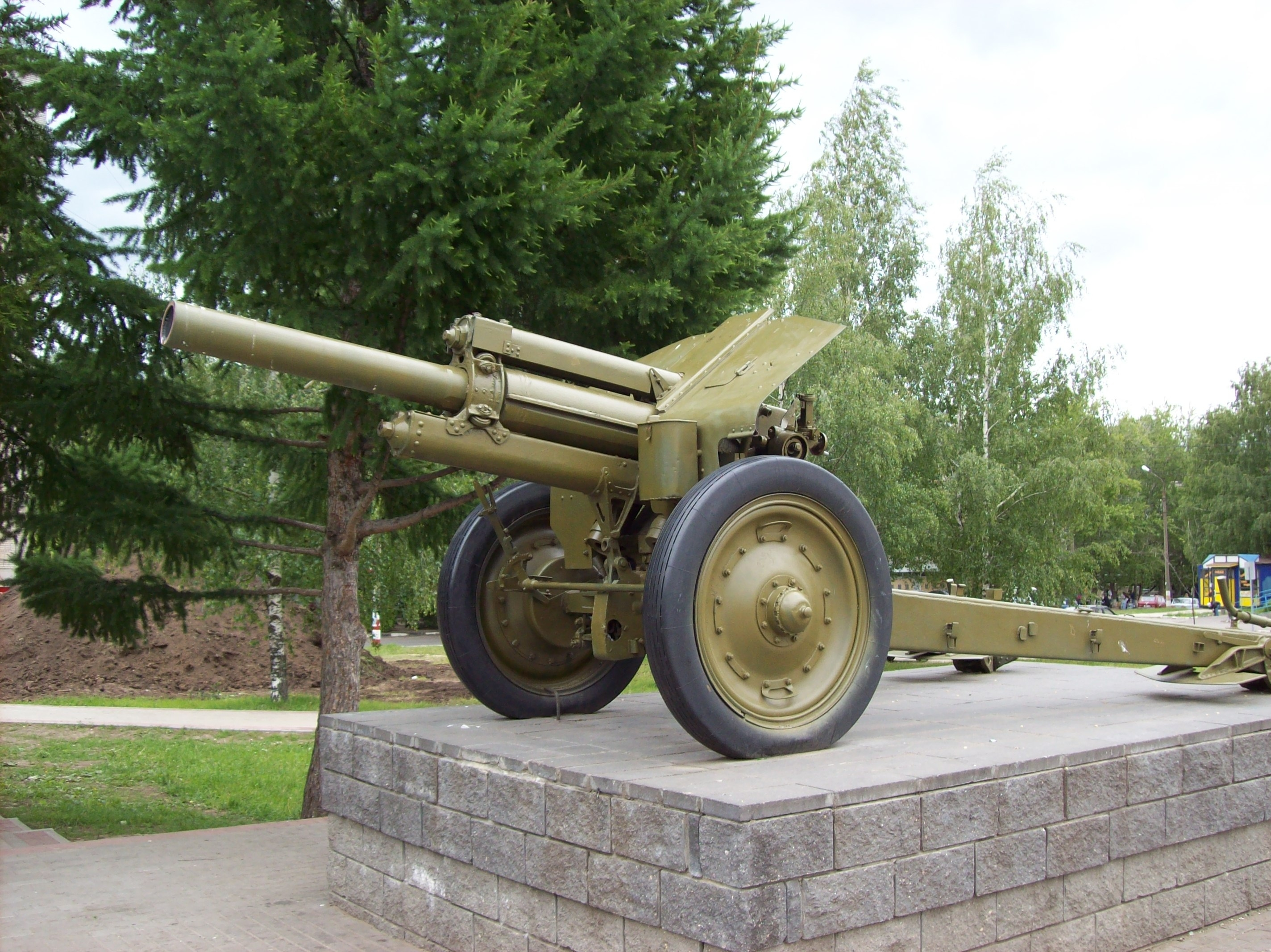
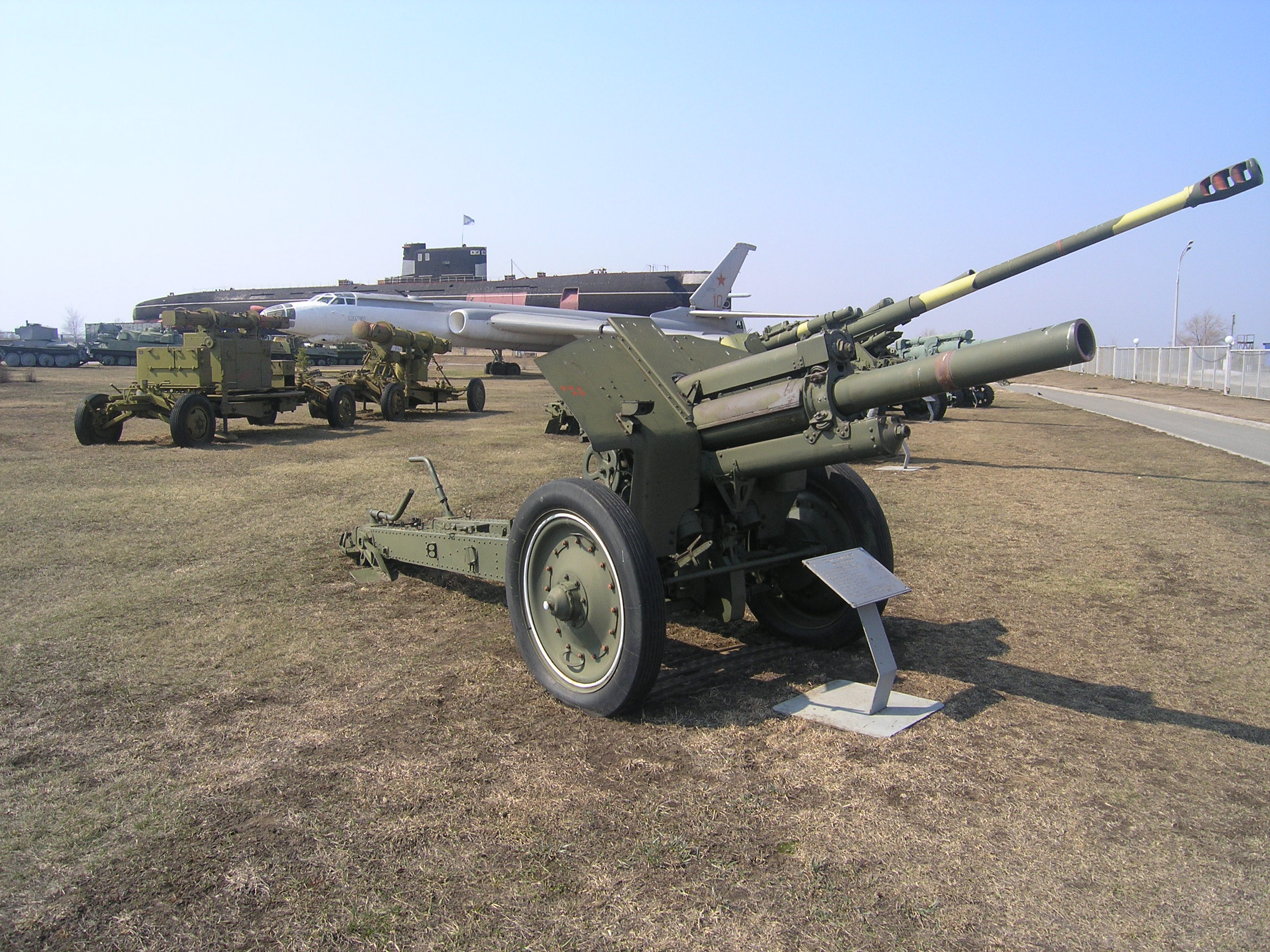
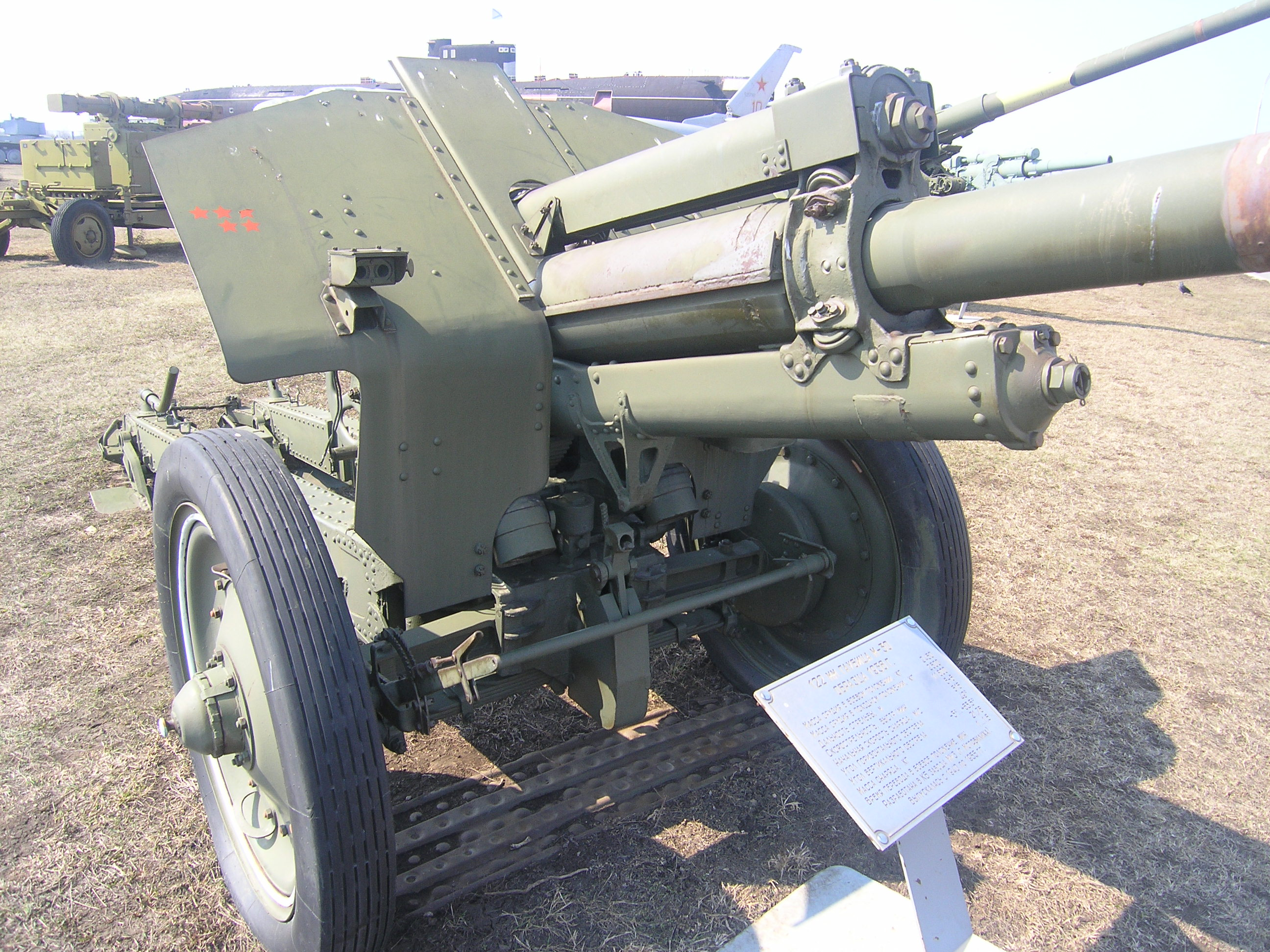
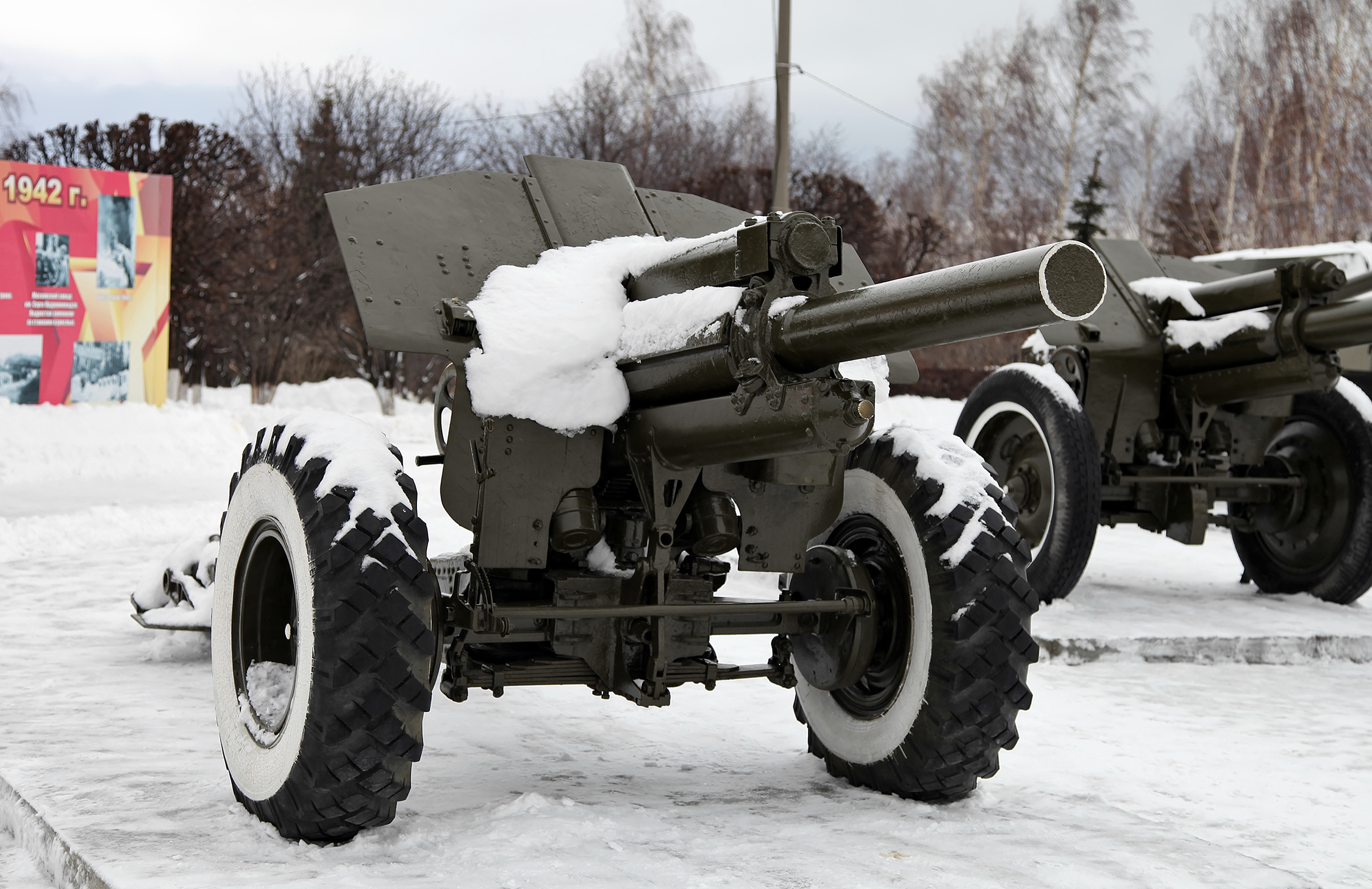
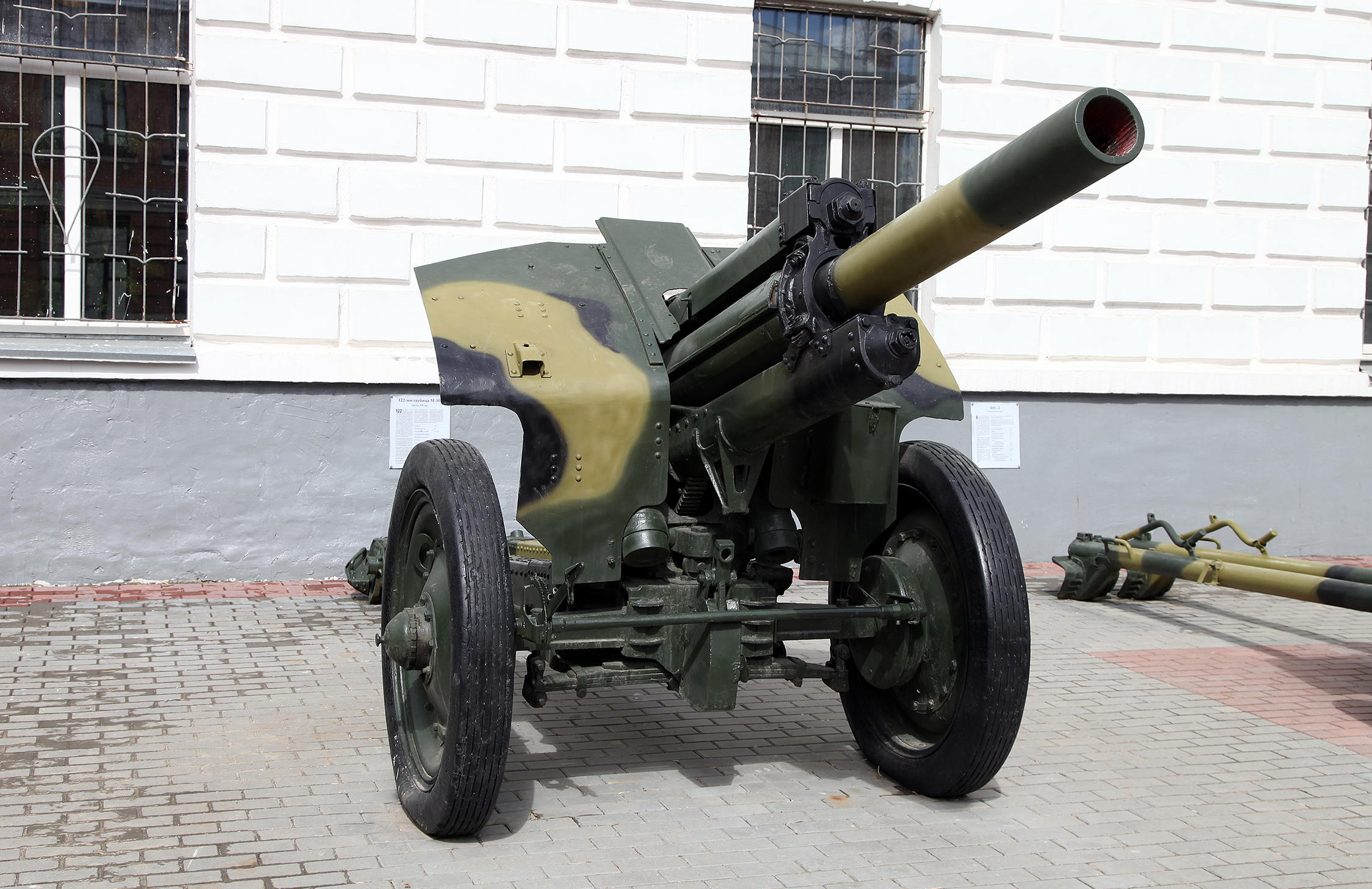
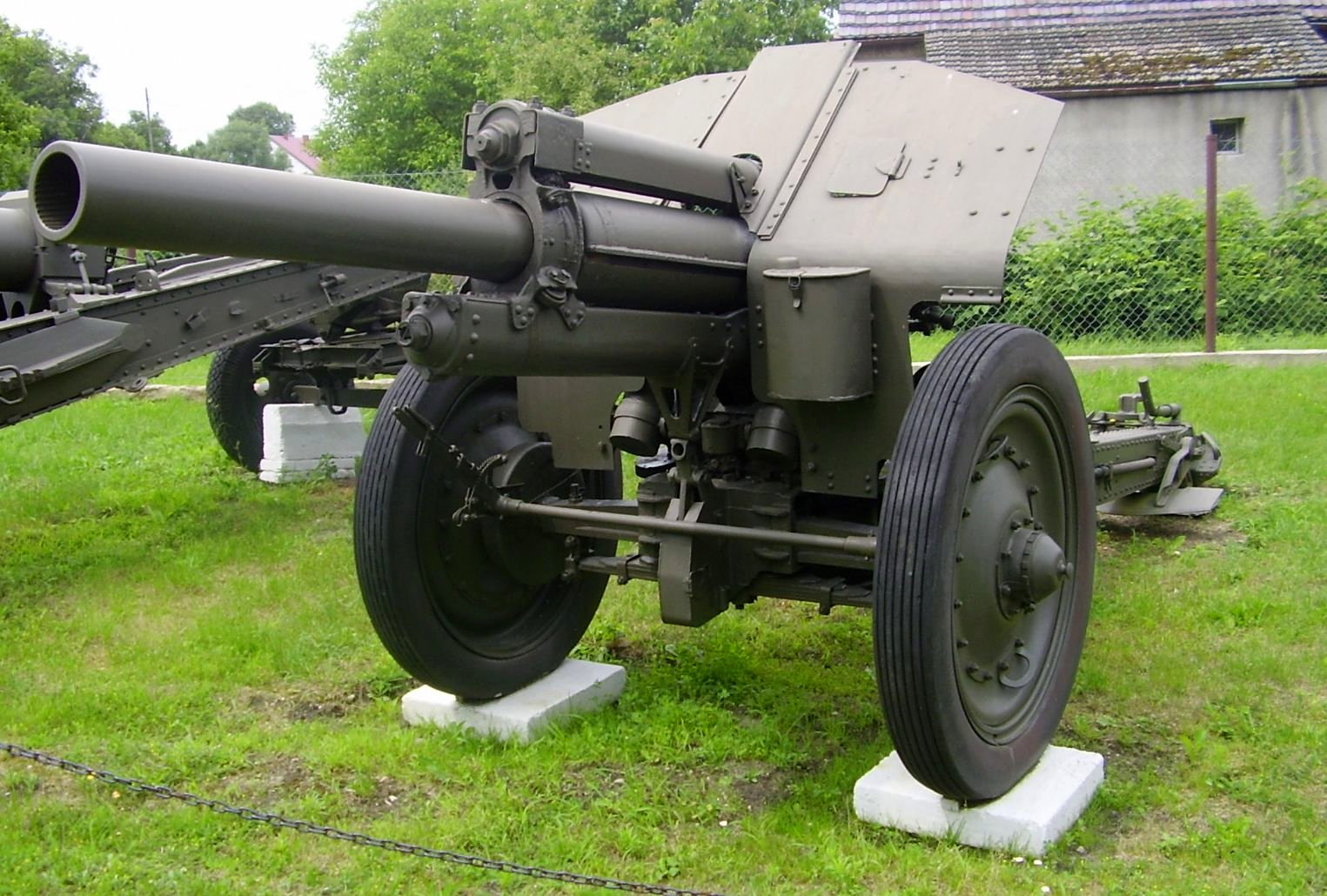
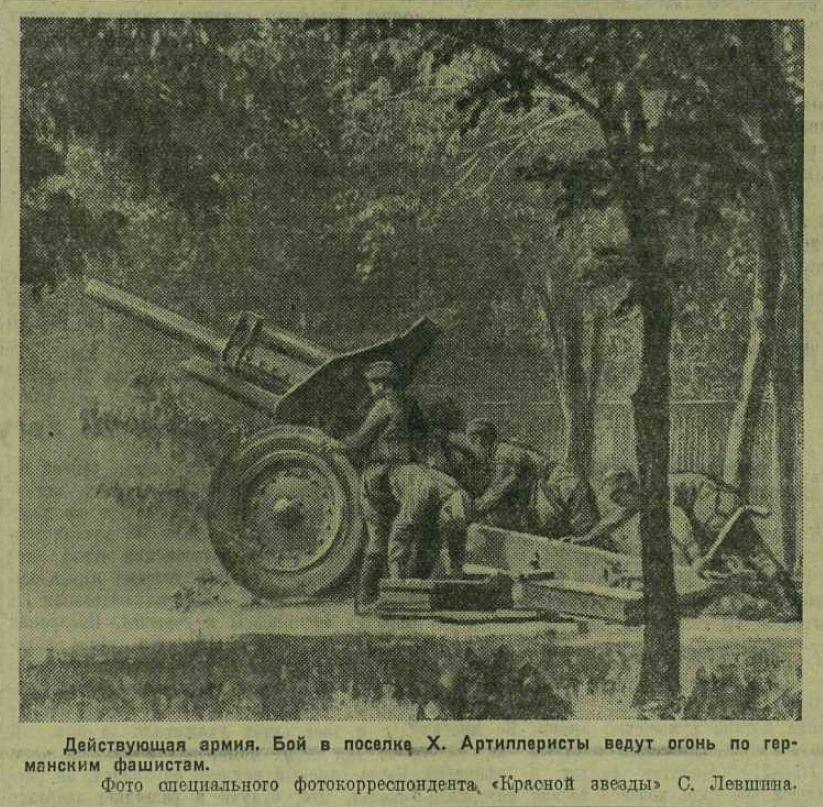
Бой в посёлке Х. Артиллеристы ведут огонь по германским фашистам. 24 августа 1941 г.

### Сноски
1. ↑  Дальность стрельбы в США определялась при иных условиях атмосферы, чем в СССР, Германии или Великобритании, поэтому при прочих равных этот показатель у американских орудий завышен относительно европейских аналогов.
2. ↑  На максимальном заряде.
3. ↑  Отравляющее вещество Р-Ю (фосген).
4. ↑  Отравляющее вещество Р-35 (зарин).
5. ↑  Отравляющее вещество Р-35 (зарин).
6. ↑  Отравляющее вещество Р-43 (вязкий люизит).
7. ↑  Отравляющее вещество Р-35 (зарин).